# 希慎廣場

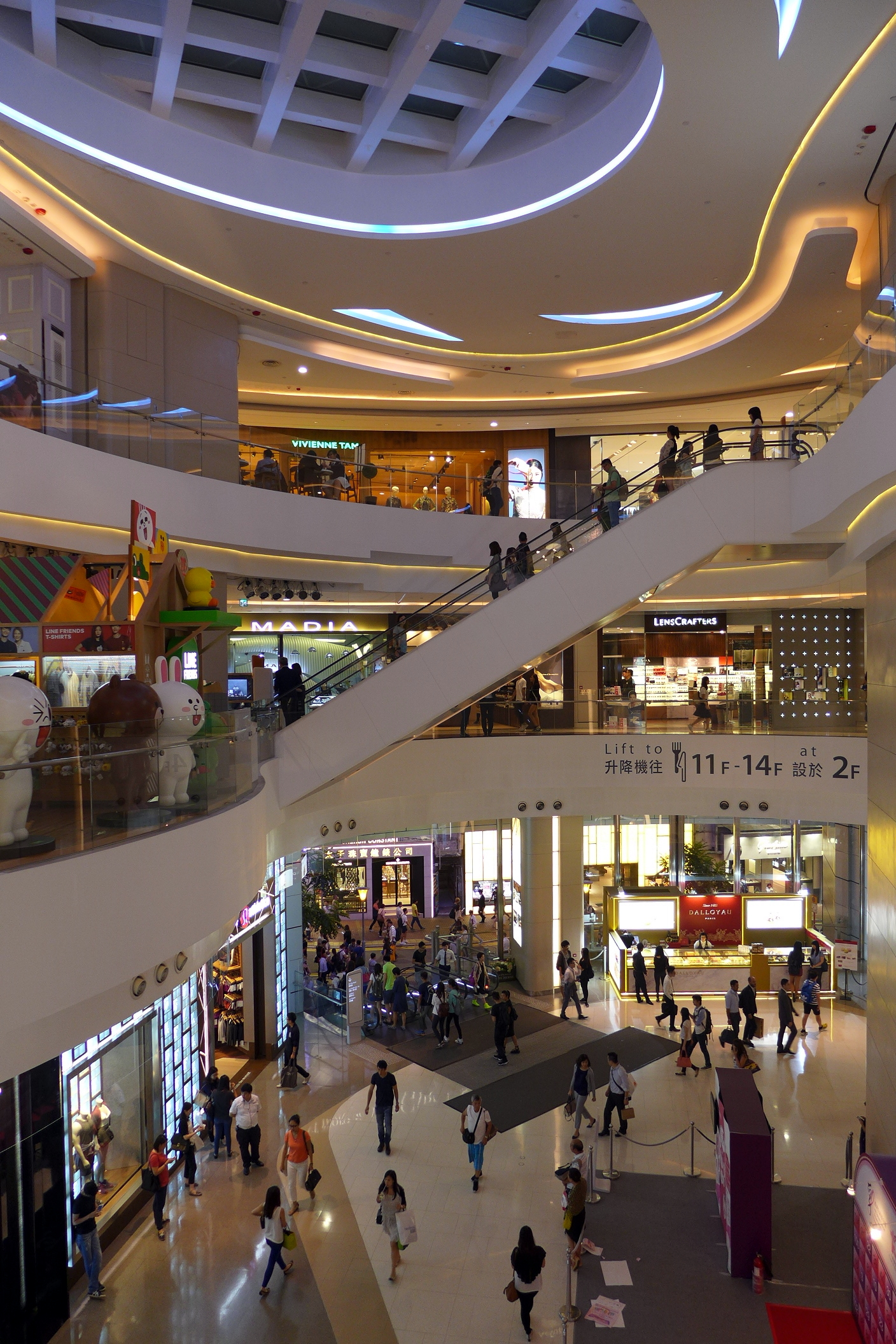
希慎廣場低層中庭

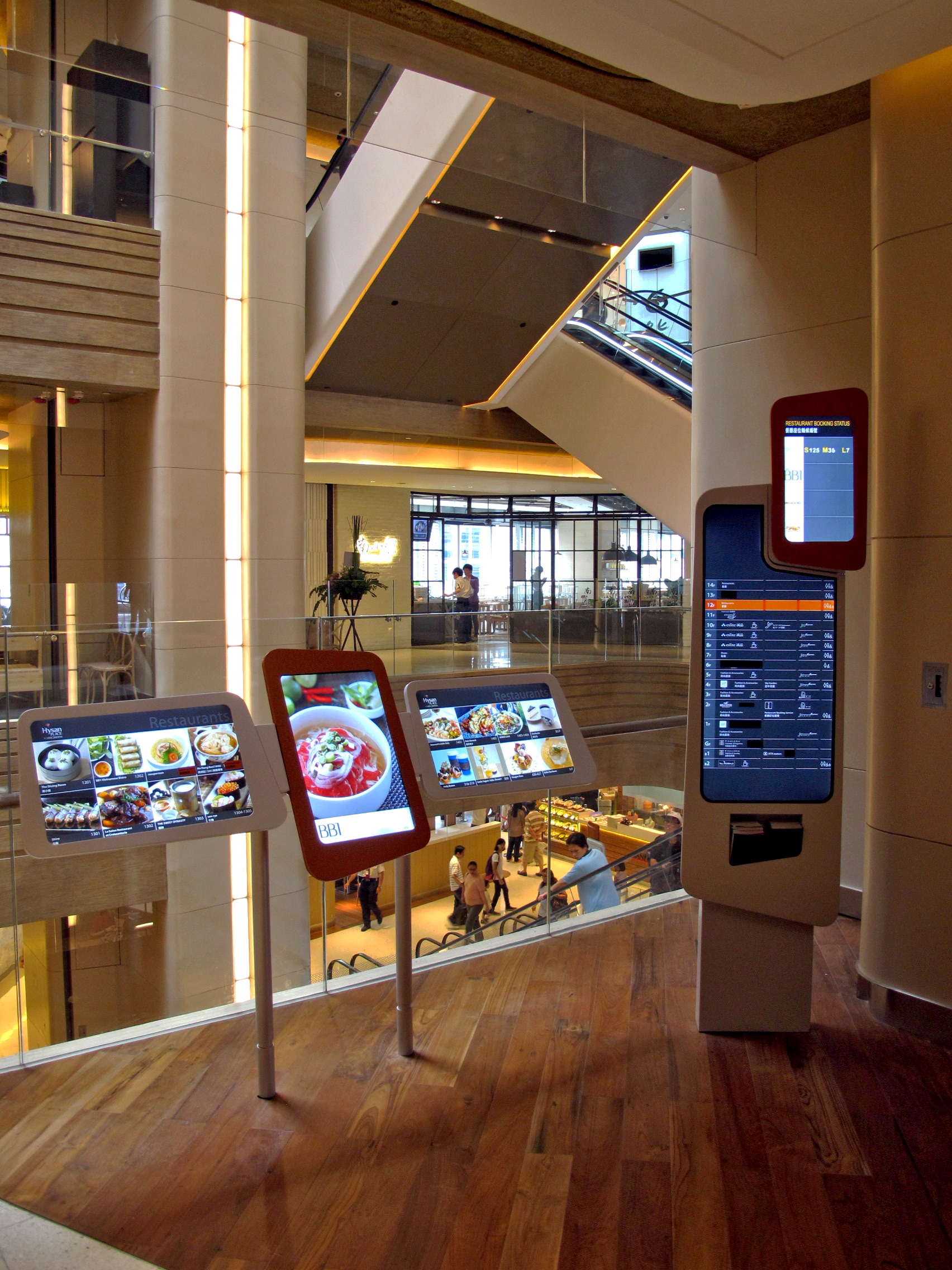
商場指示牌設計既充滿現代感，亦不浪費空間

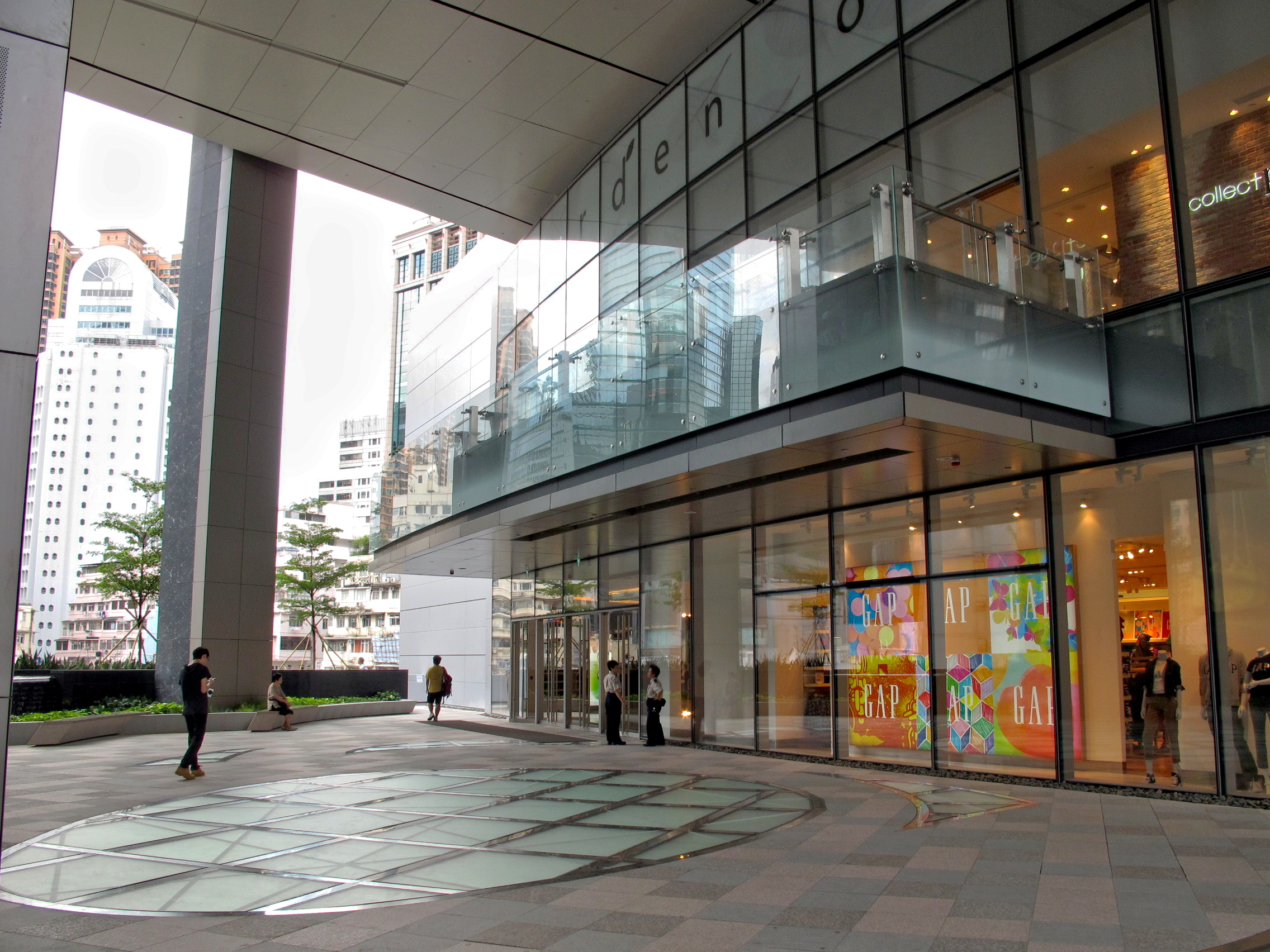
4樓亦設空中花園，屬戶外休憩空間。

希慎廣場（英語：Hysan Place）位於香港島灣仔區銅鑼灣軒尼詩道500號，原址前身是興利中心。由希慎興業投資不多於25億港元發展，由金門建築首席設計師松軒一郎負責興建。商場以利希慎名字命名，於2012年8月10日下午1時30分開幕後，成為希慎興業旗下最大型的商場及灣仔區由單一業主持有的第2大商場，也是希慎興業利園山利園商場建築群之一。

## 簡介
希慎廣場是香港第一幢獲美國LEED白金級綠色建築認證的建築物，並同時獲得香港BEAM Plus白金級綠色建築認證，ARUP為項目的可持續建築顧問。樓高36層，另設有4層停車場及零售地庫、樓面面積共710,000平方呎。基座設有17層零售店舖，逾120間商戶，涉及450,000平方呎樓面，可出租面積為27萬呎。高層為15層寫字樓。物業由著名的Kohn Pedersen Fox及劉榮廣伍振民建築師事務所設計，商場部分的內部設計則由Benoy負責，並由金門建築負責施工。大樓的中央廣場，將成為項目的焦點和推廣活動場地。大樓更特設「雙層升降機」（由三菱電機製造）及快速扶手電梯（由迅達製造）穿梭商場各層。此外，商場設有多間食肆及空中花園。

## 商場設計
為加強低能耗建築，綠色元素及加強商場獨特性，商場在4樓設置10,000呎空中花園公共空間，亦於5樓及6樓削減部分樓面面積，營造大型通風口「城市綠窗」，減低大廈造成的屏風效應。6樓的「伊甸園」（已結業並由IT集團承租全層）由本地著名設計師蔡明治（Alex Choi）設計，全層設計採用了樹葉圖案的天花及地板、蘋果、樹木形狀裝飾及蛇皮紋的牆壁等。洗手間內的洗手盆呈蘋果片的形狀。此外，為方便顧客逛街，商場更設中央餐廳訂座系統，遊人只需在指定位置訂位，即可在各層的電子告示牌得悉輪候情況。
場內亦設4組特快長扶手電梯專線，位於向軒尼詩道的一邊，方便顧客快速來往較上樓層分別是上行可直接由1到4、4到7、7到9、9到11等樓層；和下行由2到5、5到8、8到10、10到12等樓層（位於上行扶手電梯之上）。4組扶手電梯以「之」字形打造，與幕牆互相呼應。
商場亦設有兩組雙層升降機，每組4部，分別是在利園山道的一邊，來往2、*7、12層及連接3、*8、13層。
場內的電梯大堂的指示牌及出口指示亦參考了日本百貨公司的設計。
不過商場除餐廳及美食廣場外，場內並沒有任何公共座位供遊人休息，遊人只可到4樓空中花園免費休憩。到2017年才在2樓、7樓、13樓和14樓增設公共座位。
2020年末，洗手間進行翻新工程，由Editecture負責設計，翻新後內部改為流線型設計，並以溫暖舒適色調為主題。其中8樓的洗手間採用木系為主調。

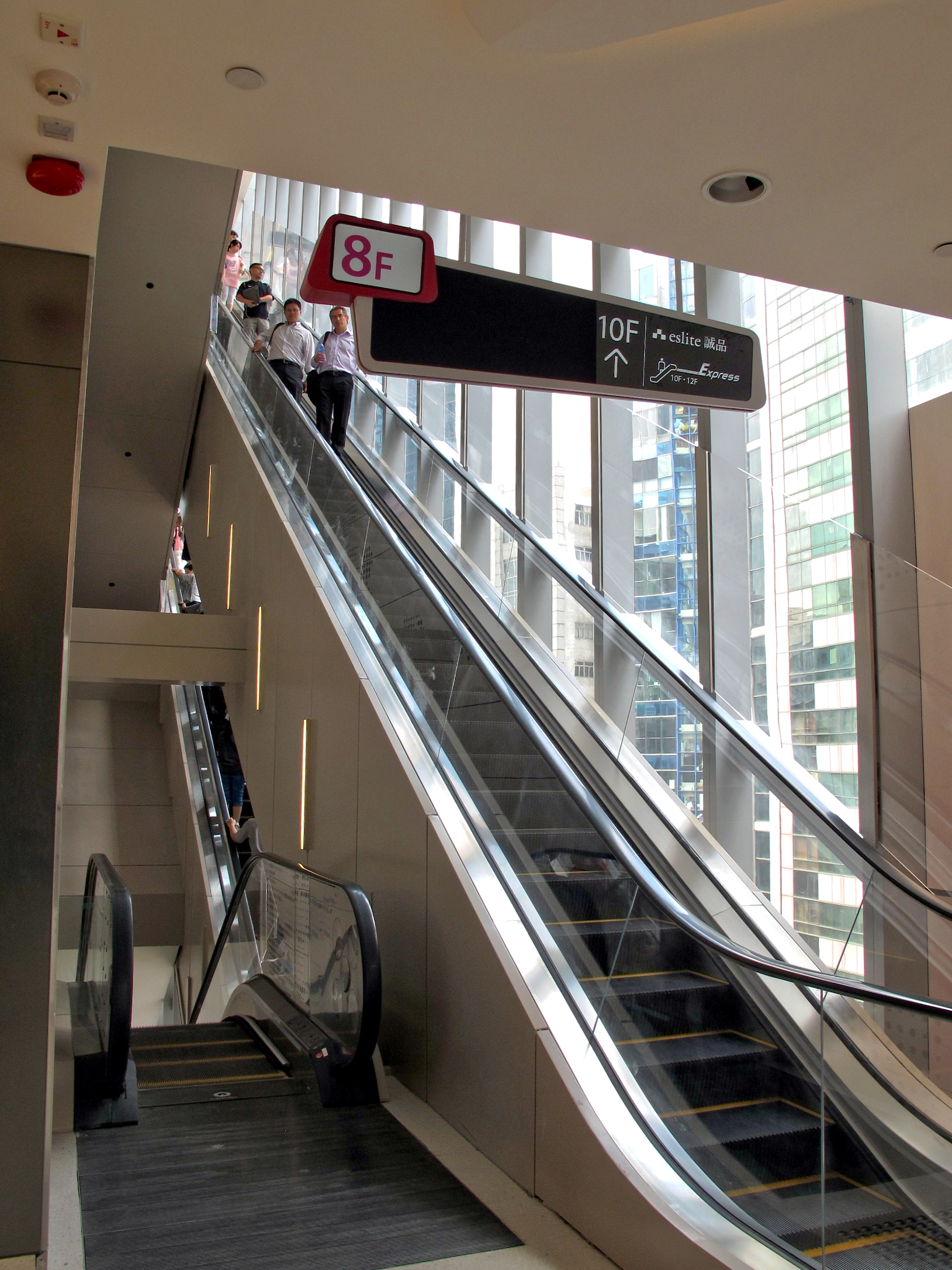
特快扶手電梯
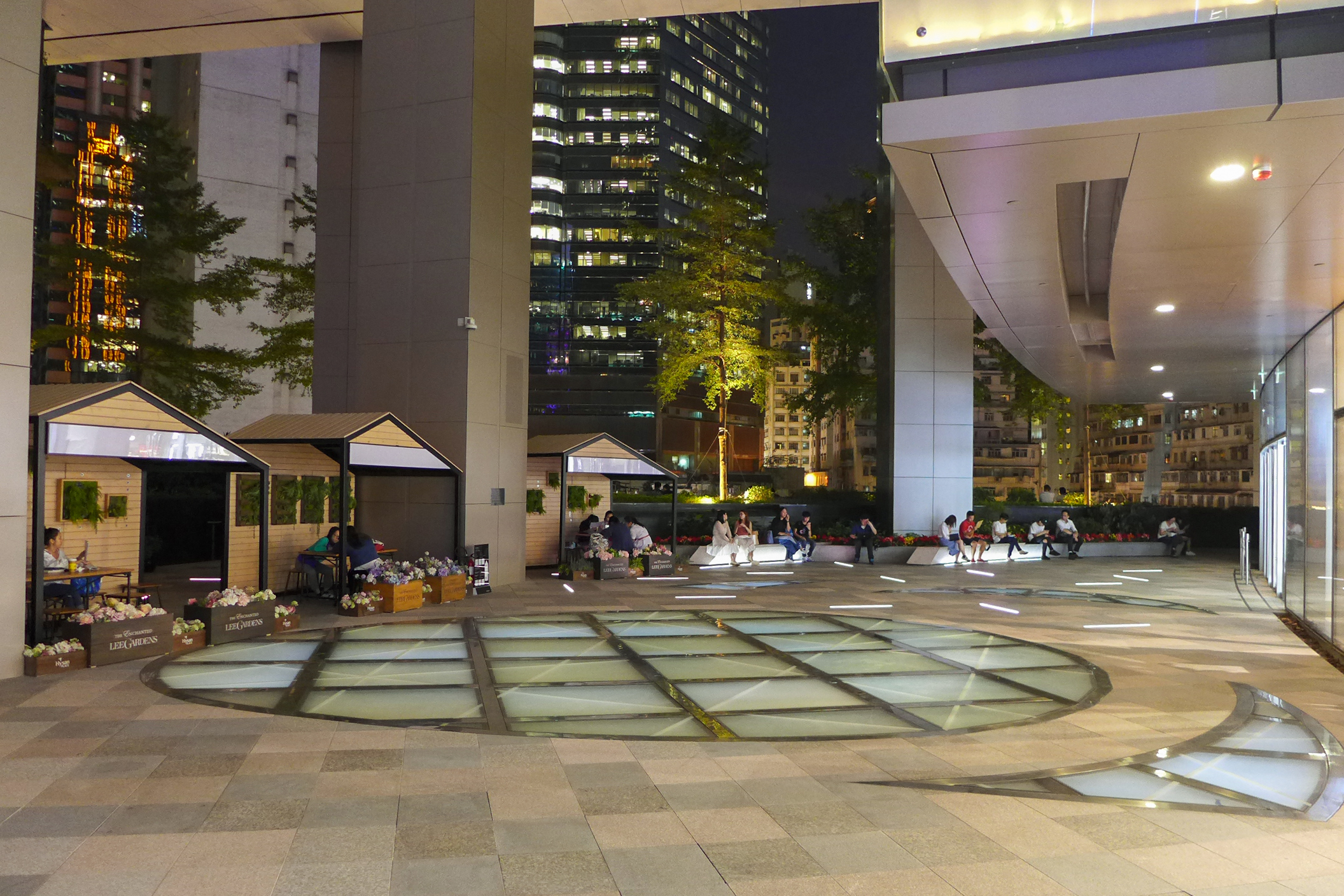
晚上的「空中花園」
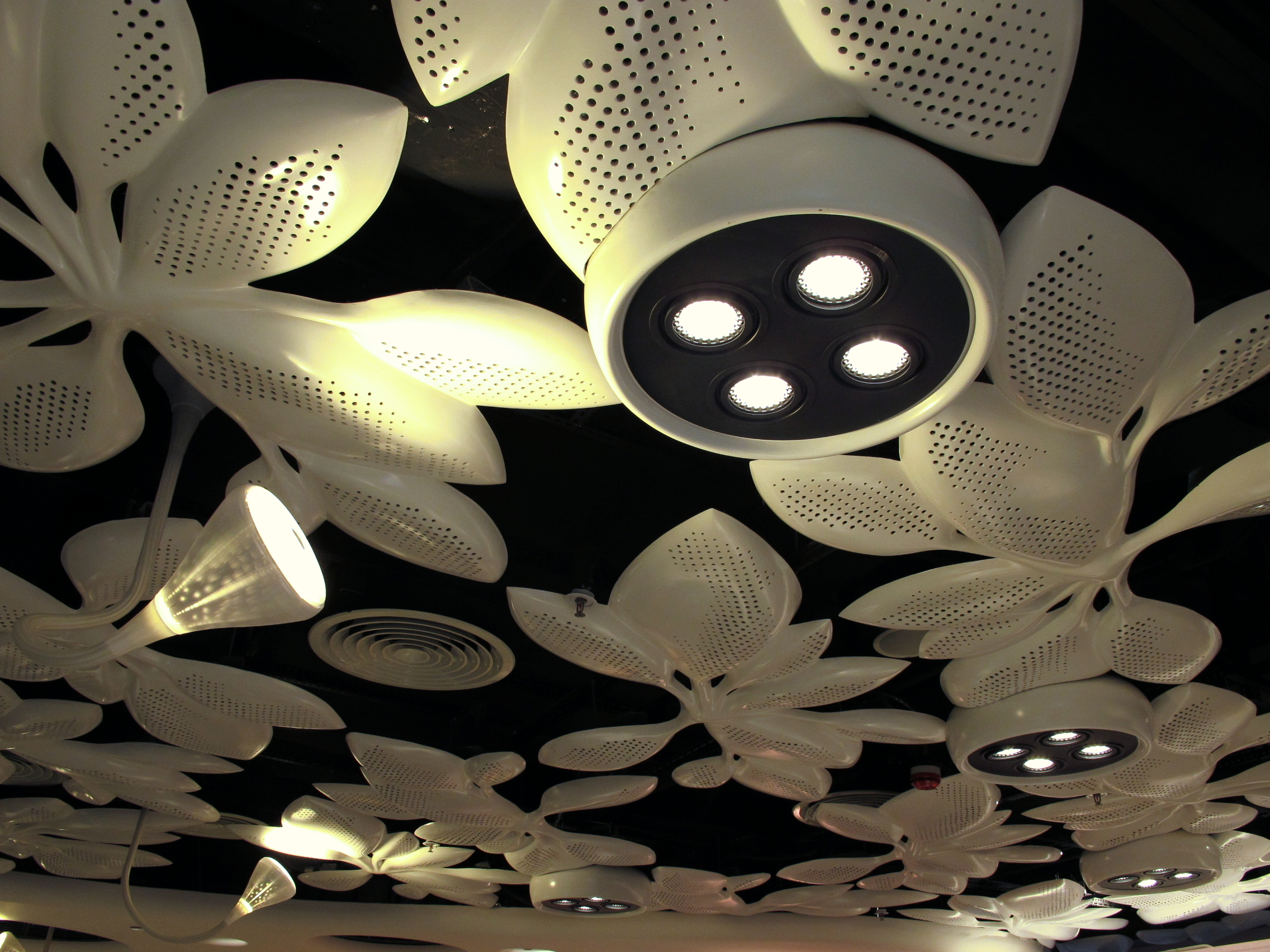
6樓全層設計採用了樹葉圖案的天花
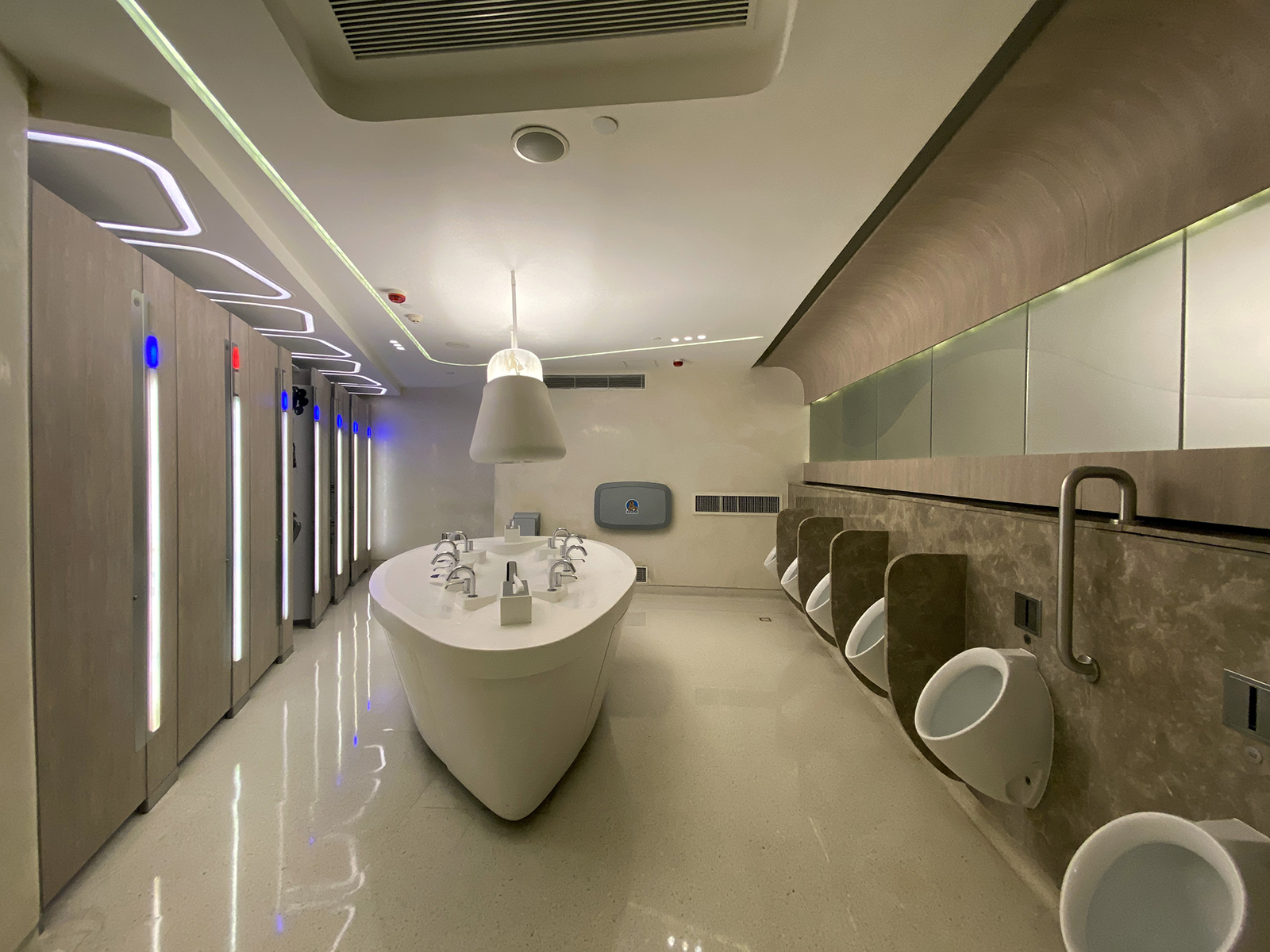
廁格門外有藍、紅色燈亮著，分別代表沒有人使用及有人使用
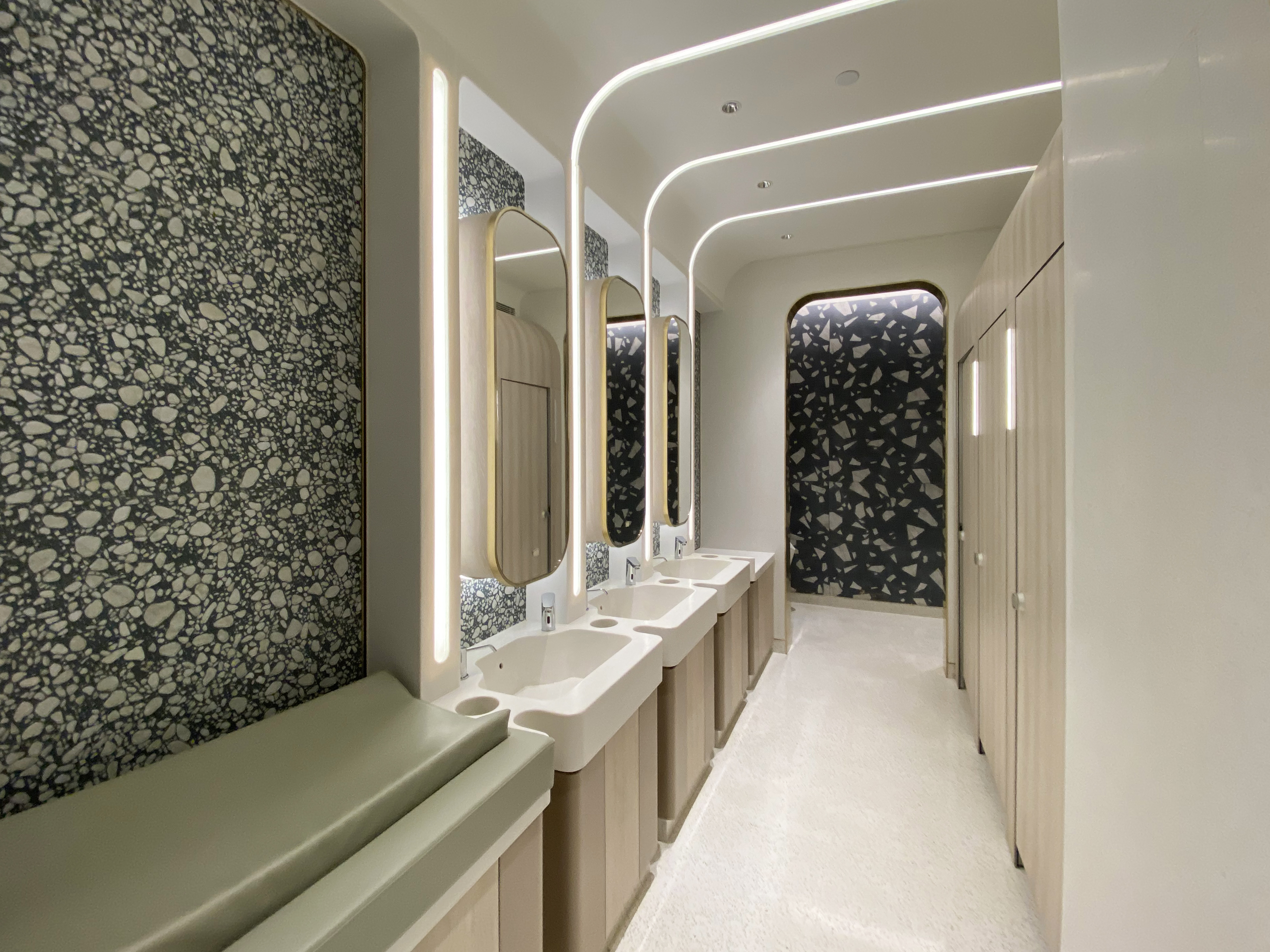
翻新後洗手間（11樓）
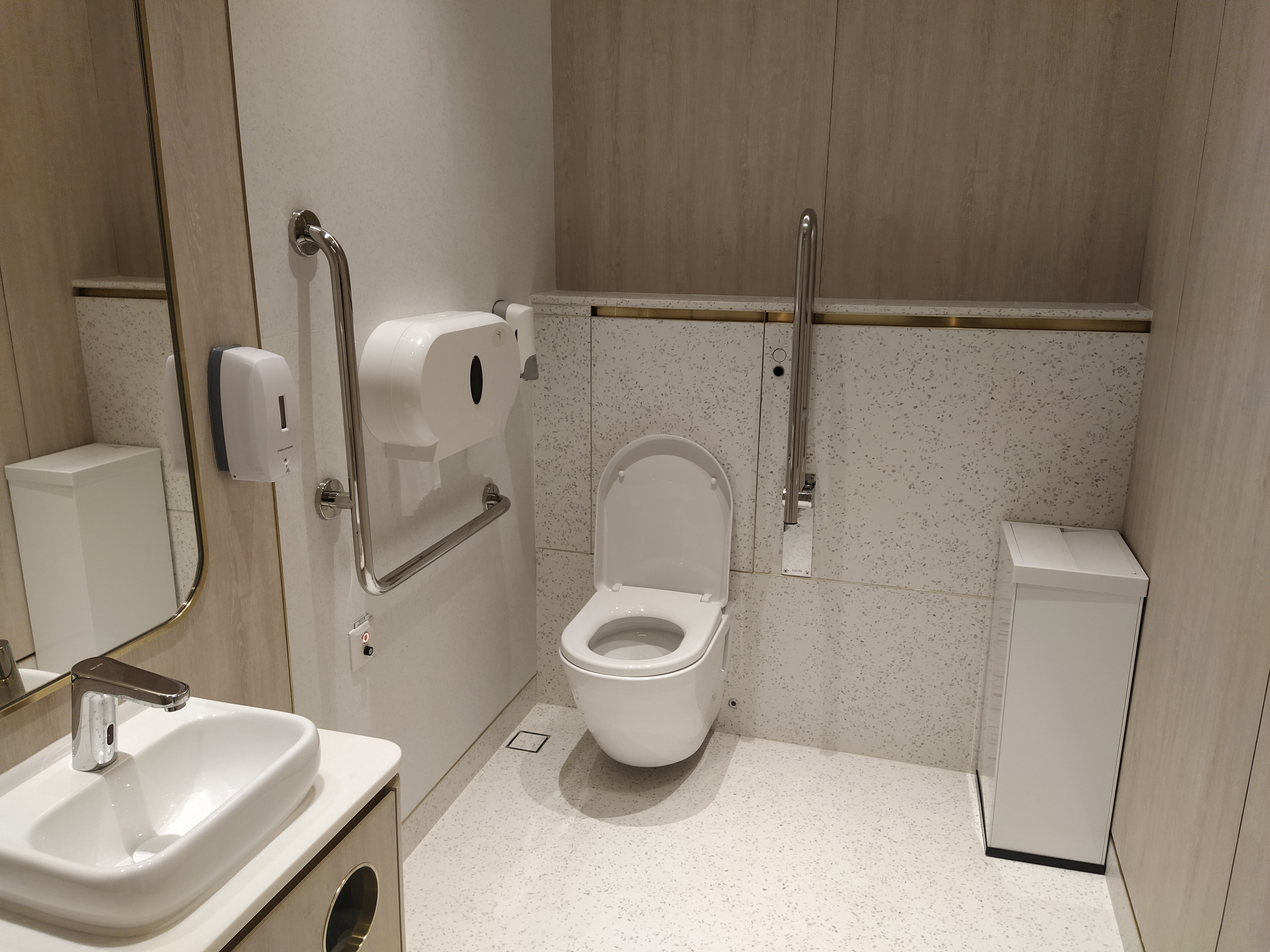
翻新後無障礙洗手間（11樓）

## 商場結構

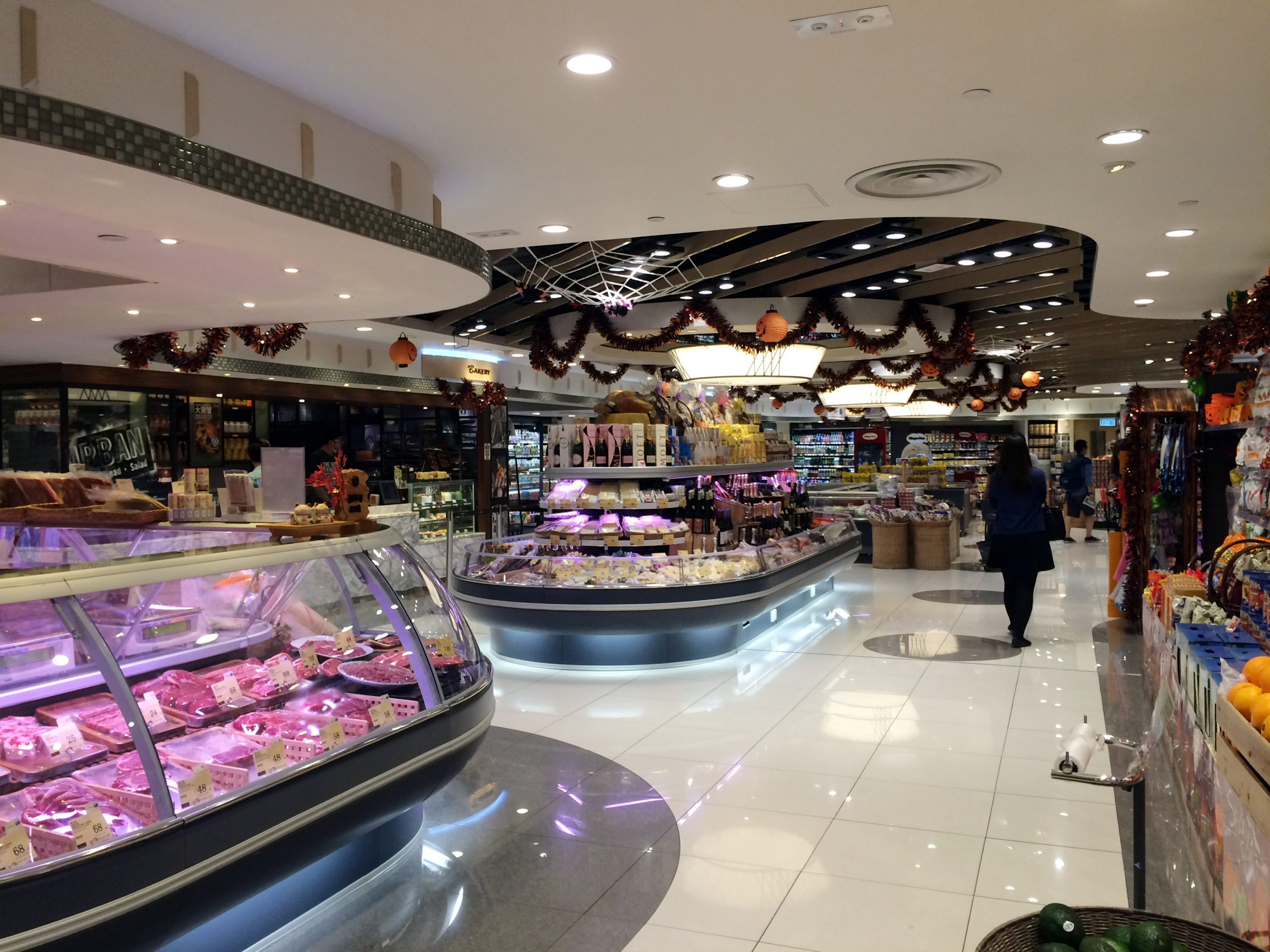
B2全層為Jasons ‧ Food & Living

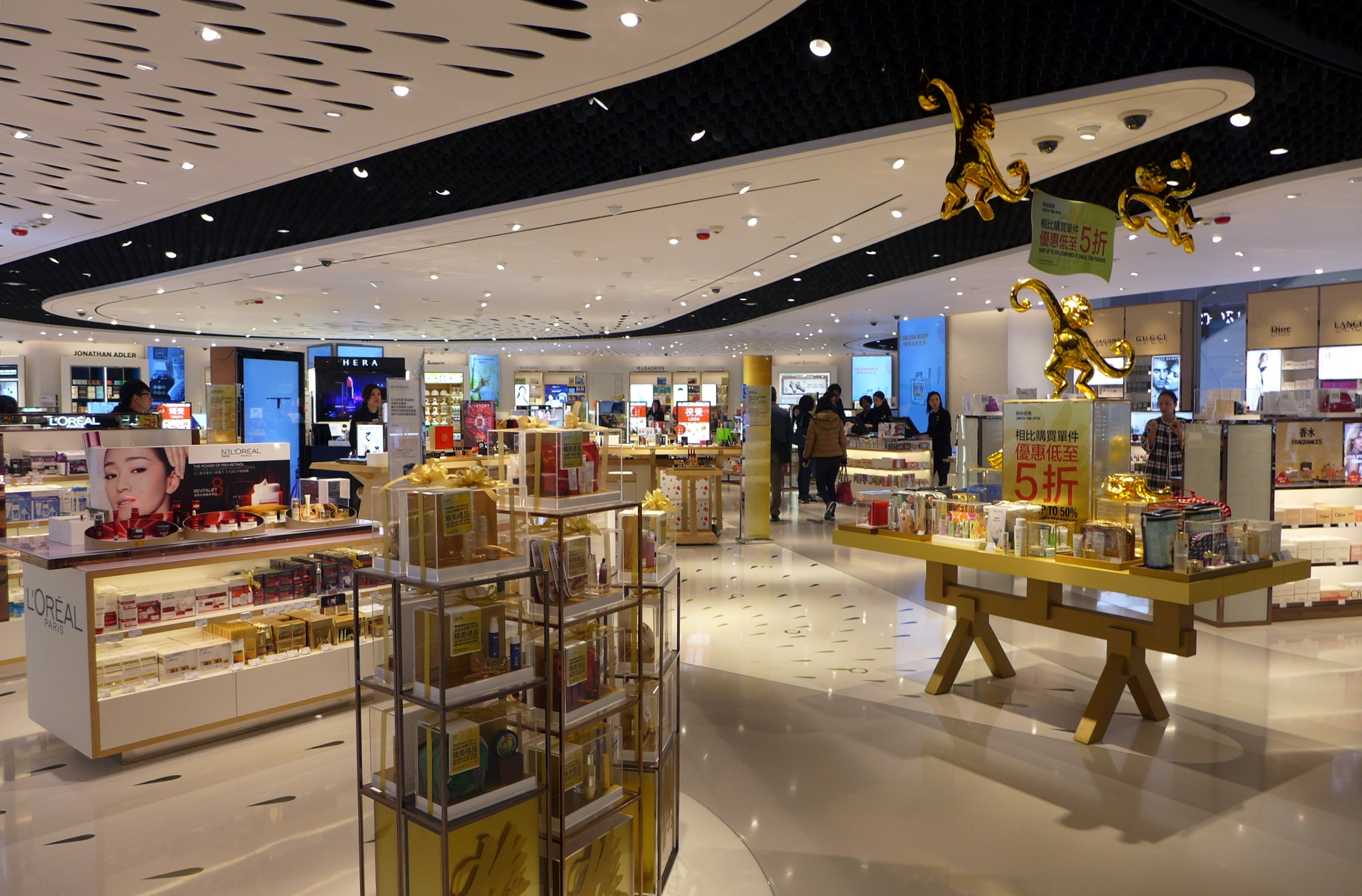
B1全層為DFS集團品牌T Galleria

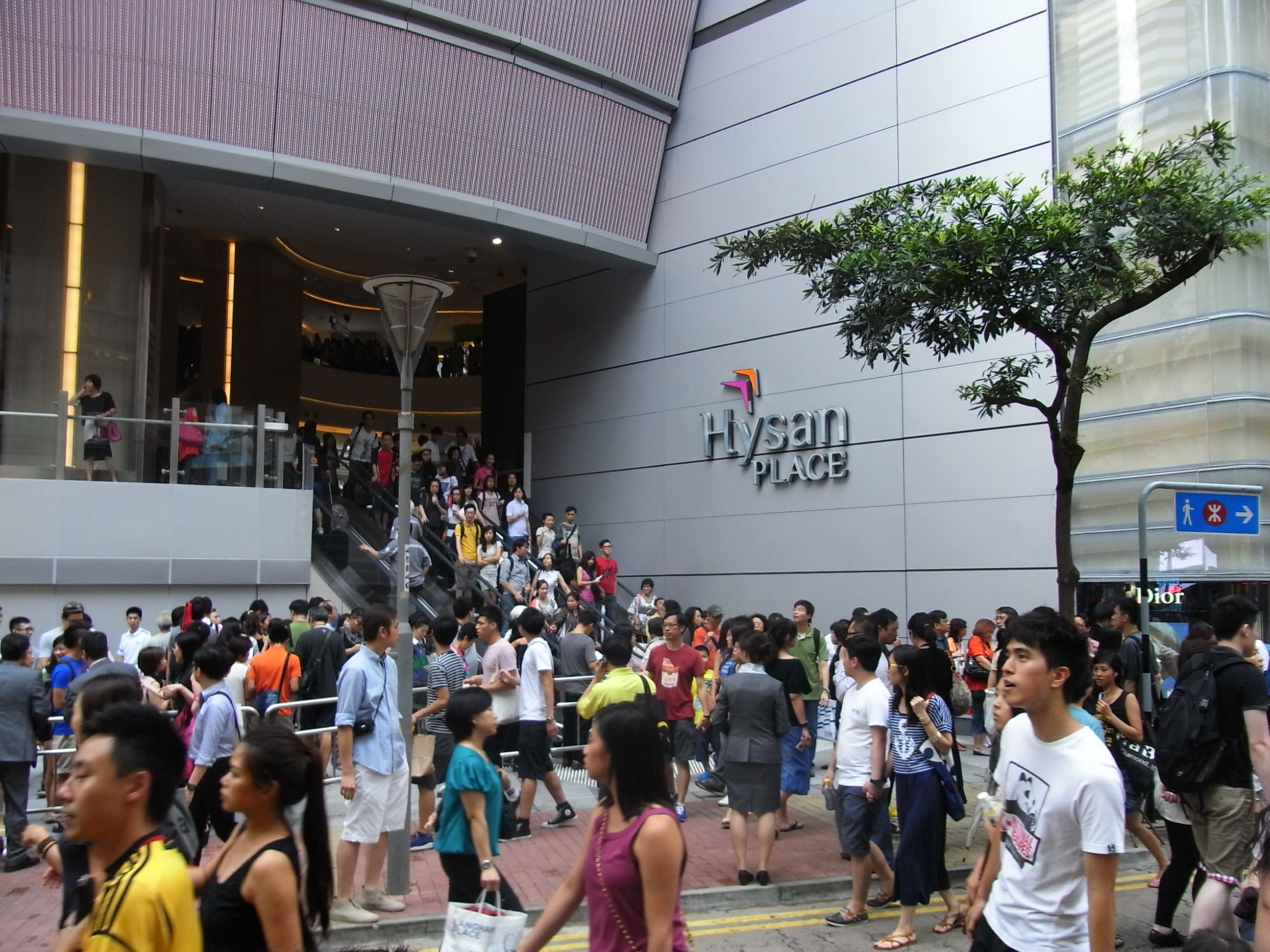
啟超道入口

商場設有不同主題概念樓層，並走中高檔路綫，涉時尚、文化、美容、生活及美食等於一身。希慎希望以獨特的商戶組合吸引本地及內地客，希望本地客和內地客比例平衡發展，商場開幕當日會有超過8成、逾100間商戶開業同時開張。
到2014至15年起，店舖分階段進行租戶重組，已有40間新店舖進駐，新租金較舊租戶升約17%。希慎未來繼續改善店舖組合，引入男女都適合的休閒產品，改變以往側重女性服裝品牌的策略。

### B2
2011年2月27日，位於利園一期的Gourmet超級市場結束營業。事隔數週後，屈臣氏集團與希慎興業商討是否該在將落成的希慎廣場重開Gourmet。屈臣氏集團亦希望能夠以原來的模式營運，除了引入特色美食專櫃外，更在店內增設屈臣氏藥房及一間特色餐廳，店內部份格局亦有考慮仿效以前興利中心的百佳超級廣場。隨後同時牛奶公司也想在希慎廣場開設全港最大的Market Place by Jasons新概念店。最後希慎興業經過租金、商場定位及其他種種因素後，決定租予給牛奶公司。
最初全層為Jasons ‧ Food & Living，2012年8月開業，屬結合美食與型格品味的概念精品超級市場。超市部份提供新鮮美食、佳釀、廚房用品及生活精品，並引進不同的國際品牌，包括TrueBlue純天然果汁、北海道若狹家本舖（Wakasaya Honpo）零食、獲英國皇家認證的朱古力品牌 Charbonnel & Walker，以及一系列餐酒,佔地超過兩萬三千平方呎。除了超市外，亦設有萬寧及餐飲專區，包括北海道旭川拉麵名店「梅光軒」、法國殿堂級甜品店FAUCHON、中與志壽司、XTC Gelato、美心旗下之星巴克及售賣歐洲麵包及甜點的Urban Cake.Bread.Salad。為增添市民購物樂趣，店內亦設有主題互動電影屏幕，以感應系統捕捉市民動作。若市民成功完成遊戲，便可利用智能手機掃描屏幕顯示的標籤碼，免費獲取電子優惠券。
2020年，Jasons ‧ Food & Living裝修後轉為同一集團的Market Place，到2022年8月結業。
2025年5月，日本人氣雜貨店品牌3COINS(谷日百貨)，將首度進軍香港，於今年7月中進駐銅鑼灣希慎廣場B2層B209B及B210至B212號舖開設全港首間旗艦店。該舖位曾為超市Market Place by Jason租用，其後希慎把有關舖位分間成多個細舖出租。

### B1
地庫B1全層為DFS集團品牌T Galleria下層，原分租給15間國際頂級珠寶腕錶牌子商戶。到2014年末，部份範圍改為太阳眼镜及酒类。到2015年7月翻新後，改為T Galleria Beauty by DFS 美容產品專區及Victoria's Secret。
該層直通港鐵銅鑼灣站F2出口。到2022年8月，DFS集團放棄租用B1全層地庫，發展商打算將該處連同B2層重新規劃及招租，引入食肆及體驗式服務行業。

### G 地下
地下大部份範圍為DFS集團品牌T Galleria上層，佔地18,000方呎，以美容化妝品專區為主，設超過50個國際品牌化妝及香水品牌。包括Bobbi Brown, Benefit, Clinique, Dior, Guerlaim, Lancome 及Loccitane。此外，T Galleria更提供完全免費的修眉、手部按摩、以及化妝服務以及美顏實驗室。其餘範圍為商場外的ROLEX & TUDOR鐘錶店。該層設有4個入口分別連接軒尼詩道及啟超道。此外，商場也有通道通往寫字樓大堂。

### 1樓
商場1樓以國際化妝品牌為主，包括Joyce Beauty和CHANEL BEAUTЀ。其餘租戶包括Swarovski水晶首飾店及國際時裝品牌GAP，佔地7,000方呎。該層亦設展覽場地及扶手電梯連接軒尼詩道和啟超道。2015年，Swarovski水晶首飾店及Joyce Beauty結業。引入Lululemon Athletica 運動服裝店及Fresh。時裝店GAP在2020年11月結業後，改為香港迪士尼樂園15週年Pop-up Store。到2023年5月26日改為GU。

### 2樓
商場2樓的商店銷售國際美容產品及首飾為主。包括香港首間兩層的Hollister Co.分店、Aesop、點睛品、Beyond Organic 有機無限、亮視點、LC+Crabtree & Evelyn、ERNO LASZLO、Melvita、ROYCE朱古力槪念店及星展銀行櫃員機。
該層亦設顧客服務中心中央餐廳訂座系統，遊人只需在該處訂位，即可在各層的電子告示牌得悉輪候情況。唯該服務中心於2014年9月遷往1樓跨層扶手電梯入口旁，訂座系統亦已停用。原址一度改為咖啡店，到2015年8月開設香港首間Line Friends Store。
2015年，ERNO LASZLO、Melvita、ROYCE朱古力槪念店及星展銀行櫃員機結業，引入Joyce Beauty。在8月，Line Friends Store 香港店進駐希慎廣場，到2020年11月末結業。

### 3樓

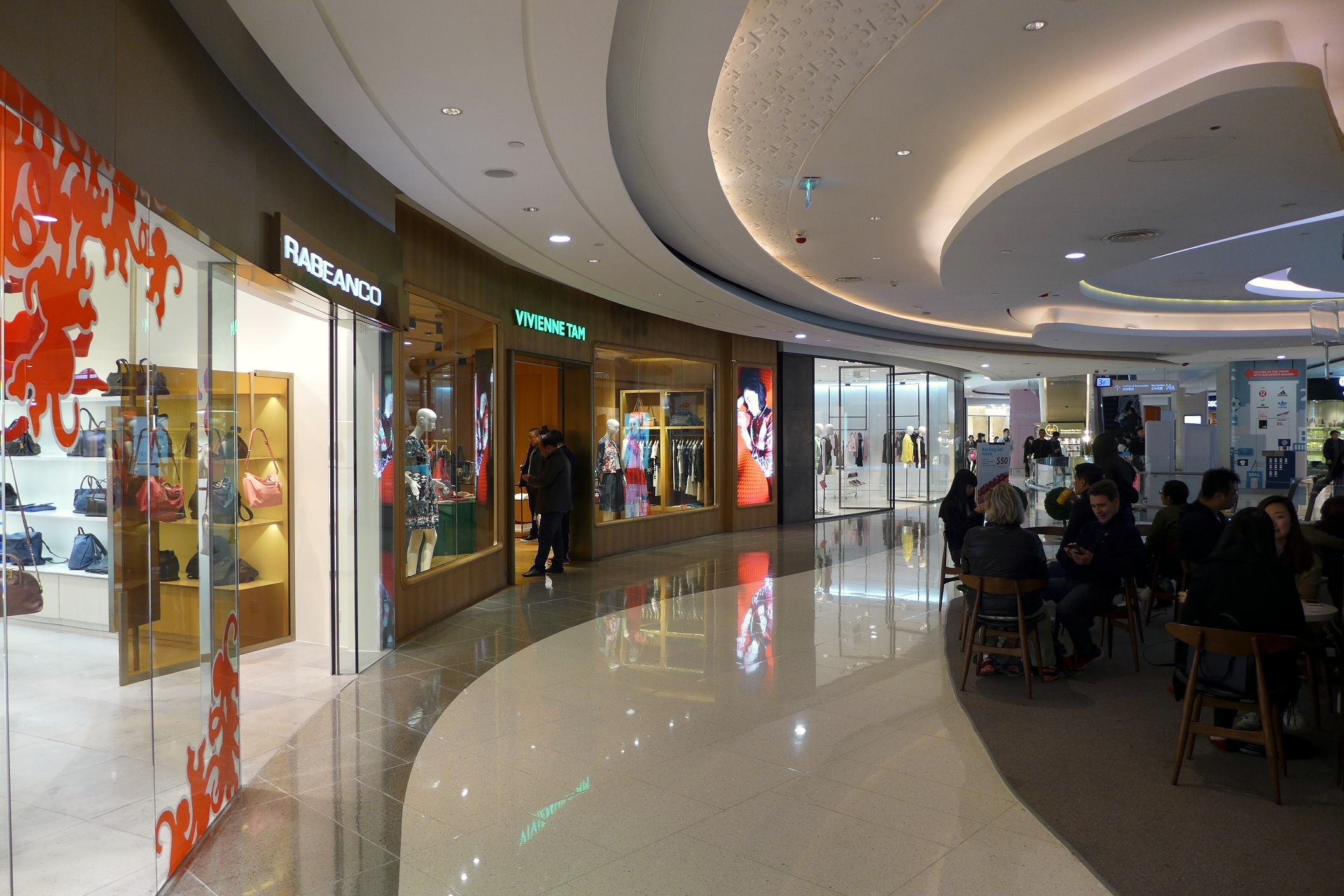
商場3樓

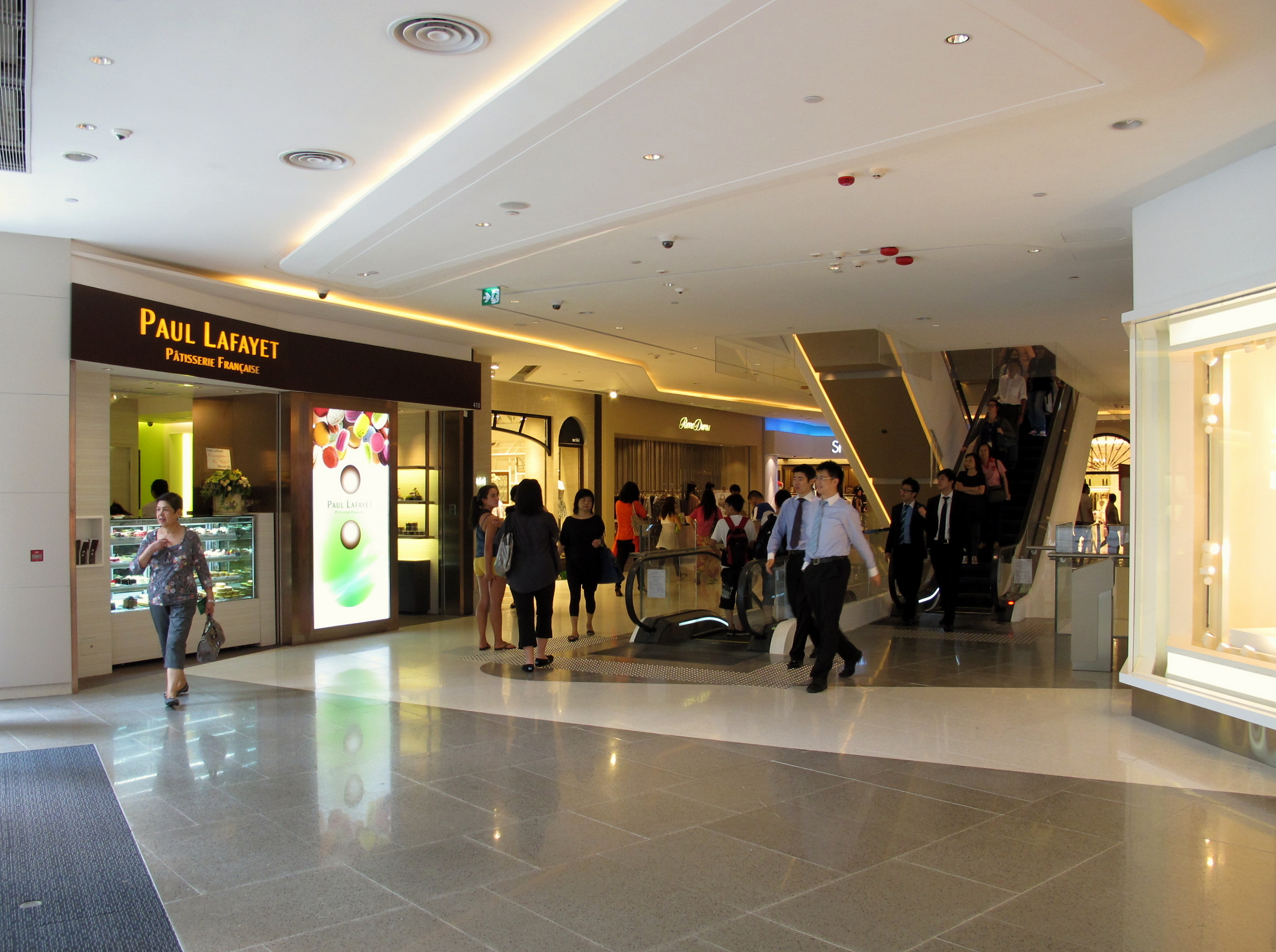
商場4樓

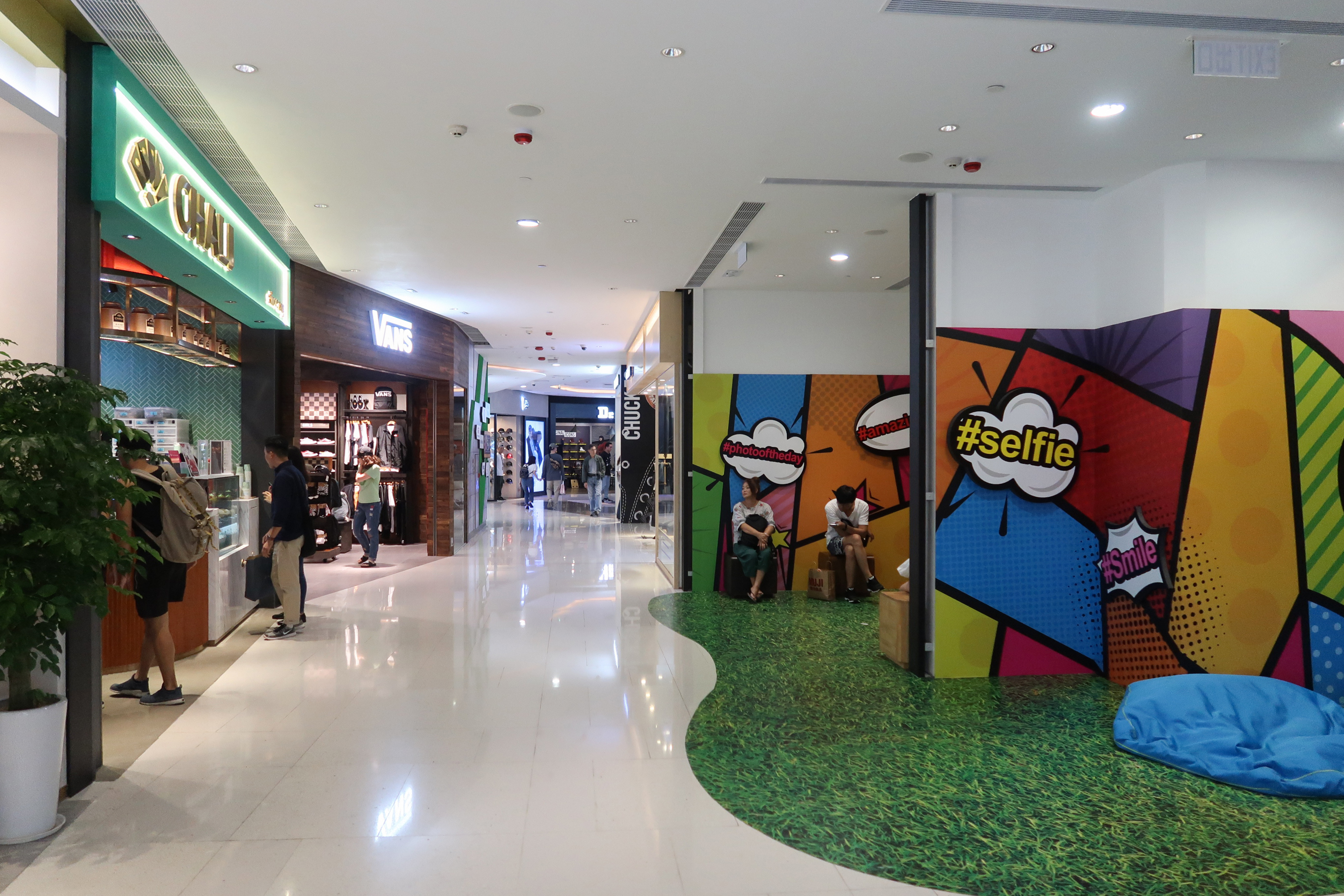
商場5樓

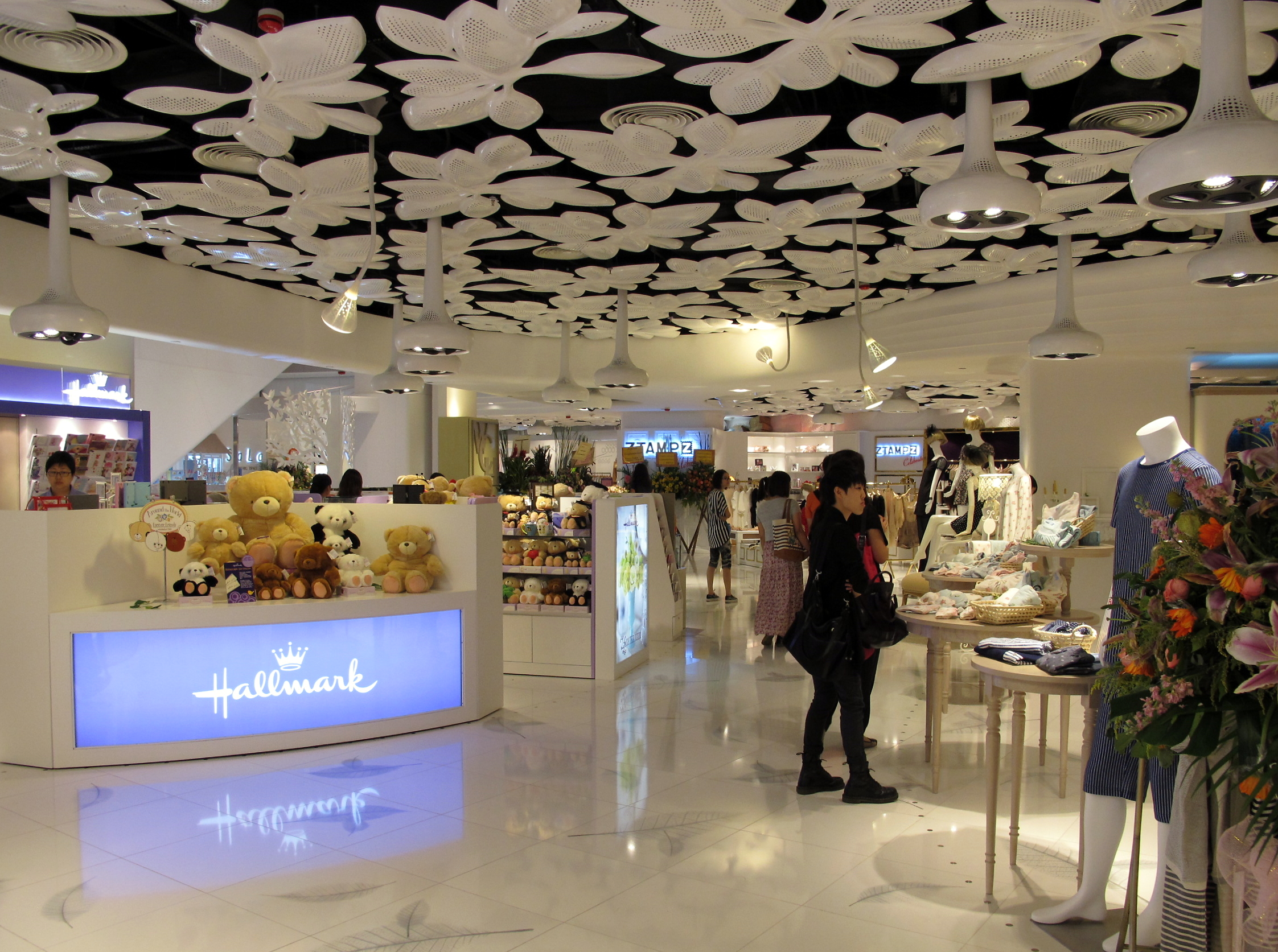
商場6樓Garden of Eden由本地著名室內設計師蔡明治設計。

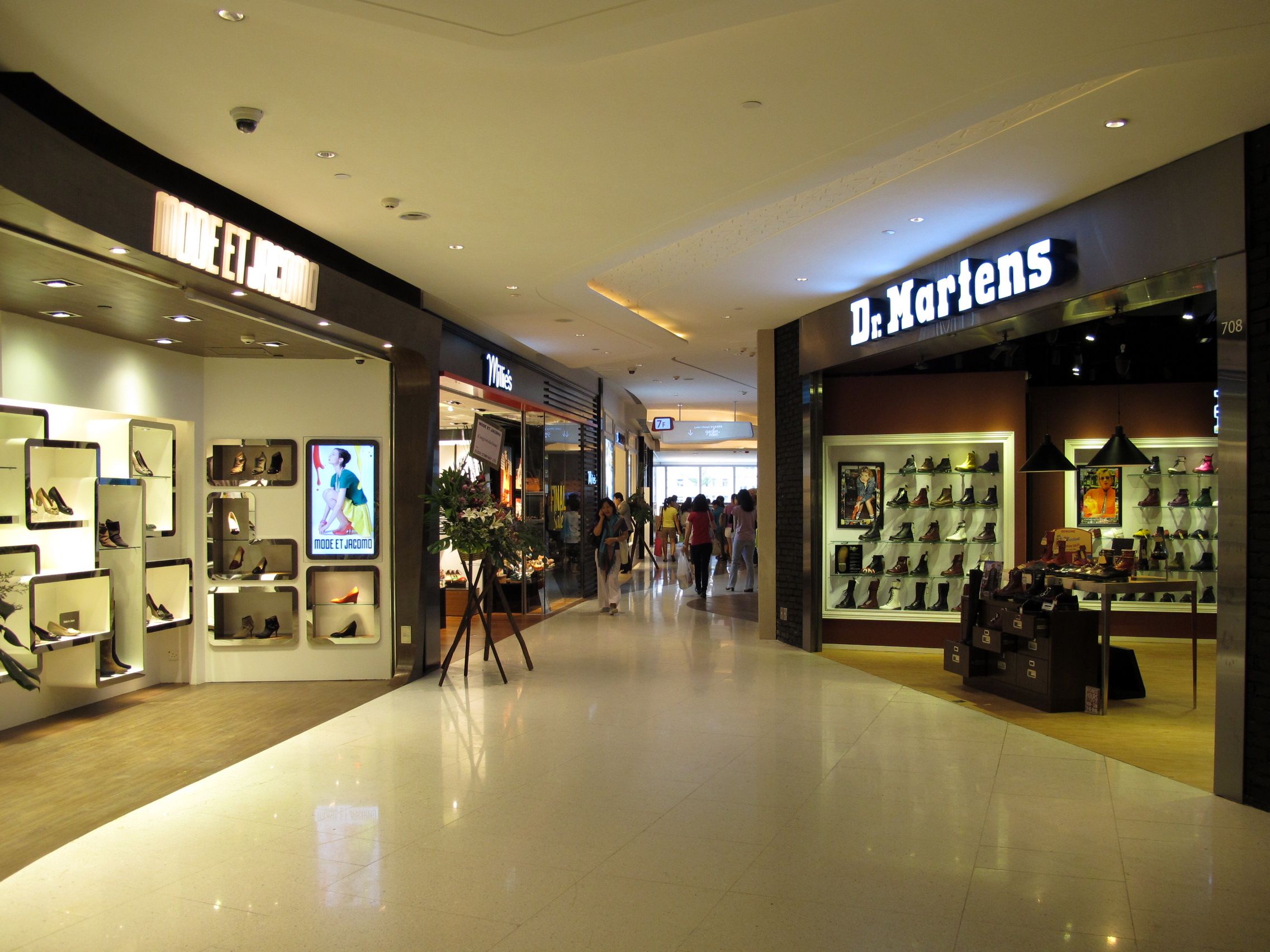
商場7樓

商場3樓以國際時裝品牌、首飾店和鐘表店為主。時裝品牌主要包括Agnès b.、AIGLE、DKNY、French Connection、美國品牌7 for all Mankind、Nanette Lepore、Vivienne Tam、MAX&Co、REDValentino和意大利服飾品牌LIU‧JO。首飾店主要包括AGATHA、Accessorize、Dreams greets Hong Kong、Links of London、PANDORA、TOUS和MaBelle。鐘表店包括ToyWatch和City Chain Glam Timepieces。該層食肆為Holly Brown咖啡店，到2017年改為DE AVENUE，2019年11月再改為春水堂。而開放式首飾店範圍和Agnès b.到2019年2月改為喜茶。到2020年因COVID-19疫情影響餐飲市道，分店在年中結業。而附近的商店亦空置中。

### 4樓
商場4樓最大租戶為GapKids & babyGap。其餘租戶大多以服飾品牌為主,包括NIKE、deicy、Double Standard Clothing、snidel、Language、Rione Duras及SHEL'TTER。該層亦設本地著名fashion jewellry品牌Miss Julie。GAP在2020年結業後，原址一直用圍板密封。
4樓亦設空中花園，屬戶外休憩空間。花園引入環保的設計概念，流通周邊空氣並減低屏風效應，起「城市綠窗」之效，但附近商廈及舊樓林立，景色可觀性有限。

### 5樓
商場5樓開業時主要租戶為collect point ladies（已於2014年末結業，原址改為Wankee Sports）、其餘時裝品牌包括Billabong & Nixon（已於2014年結業，原址改為Bahaus）、Levi's、NOP、Superdry、superman x、TRUEBLUE和i.t.旗下的:chocoolate及double-park。其餘租戶為Brickstime 一樂屋（已搬到4樓）及設有露台茶座的Smile Yogurt. Cake. Dessert（已於2018年結業，原址改為Champion）。
到2018年Wankee Sports結業後，原址拆細為6間商店，當中包括Vans, G-SHOCK, Chali和Smile Yogurt. Cake. Dessert。

### 6樓
商場6樓於2012年至2017年3月為「Garden of Eden」（伊甸園花園），由本地著名室內設計師蔡明治（Alex Choi）設計。全層以女士物品為主題，仿效百貨公司般設有多個女性品牌專櫃設有多個女性內衣、時裝及彩粧美容。主要包括韓國時尚化妝護膚品牌Holika Holika、SEXYCOOKIE、6IXTY 8IGHT、Ztampz celebrates、VC Organic & Natural、Hallmark、SaLa及Regina Miracle等。
場內曾設甜品雪糕的品牌Cheesess Cheesecake（已結業）及Haagen Dazs，並只設女洗手間。到2015年，將部份女性品牌專櫃改為抹茶老字號「京林屋」。
2017年3月，大部分商舖結業，原有的裝修亦拆除，全層大部分樓面租予I.T集團旗下i.t blue block，在同年7月8日開業。到2021年，洗手間進行翻新後，以紅色為主調。

### 7樓
商場7樓為鞋履專層，匯聚多間國際及本地潮流鞋履品牌。包括C.P.U.、Dr. Martens、House of Avenues、trippen、LeBunny Bleu、iiJin、STACCATO、Millie's、日本品牌MODE ET JACOMO和i.t.旗下的Venilla suite。到2013年11月開設Shelter Italian Bar & Restaurant，餐廳範圍亦包括一直未對外開放的戶外平台Terrace Garden。2017年6樓「Garden of Eden」（伊甸園花園）結業後，部分內衣店在7樓重新開業。到2023年，部分鞋履品牌鋪位改為開設美甲店Nail it Tokyo和Home.焙小日子。

### 8-10樓 誠品書店
商場8至10樓為誠品書店，樓高三層共佔地40,000呎，有十萬種書，23萬冊書籍。六成中文書，四成外語書，外語書較台灣更多，暫未有簡體字書。8樓包括主打書、新書區、書展區、生活時尚及兒童區等，同層另有台灣品牌阿原肥皂、10/10（藥粧店）等專櫃，以及香港品牌餐廳HABITU the table。9樓則有文學區、人文社科、藝術區及影音區，另有演講場地、藝廊、筆記本品牌Moleskine；10樓是雜誌、旅遊的專區、文具和商業/語言/電腦區域，另有天仁茗茶、王德傳茶莊等不同的臺灣和香港品牌。
另外，9樓寫字樓大堂在2019年7月設藝文生活空間Urban Sky。

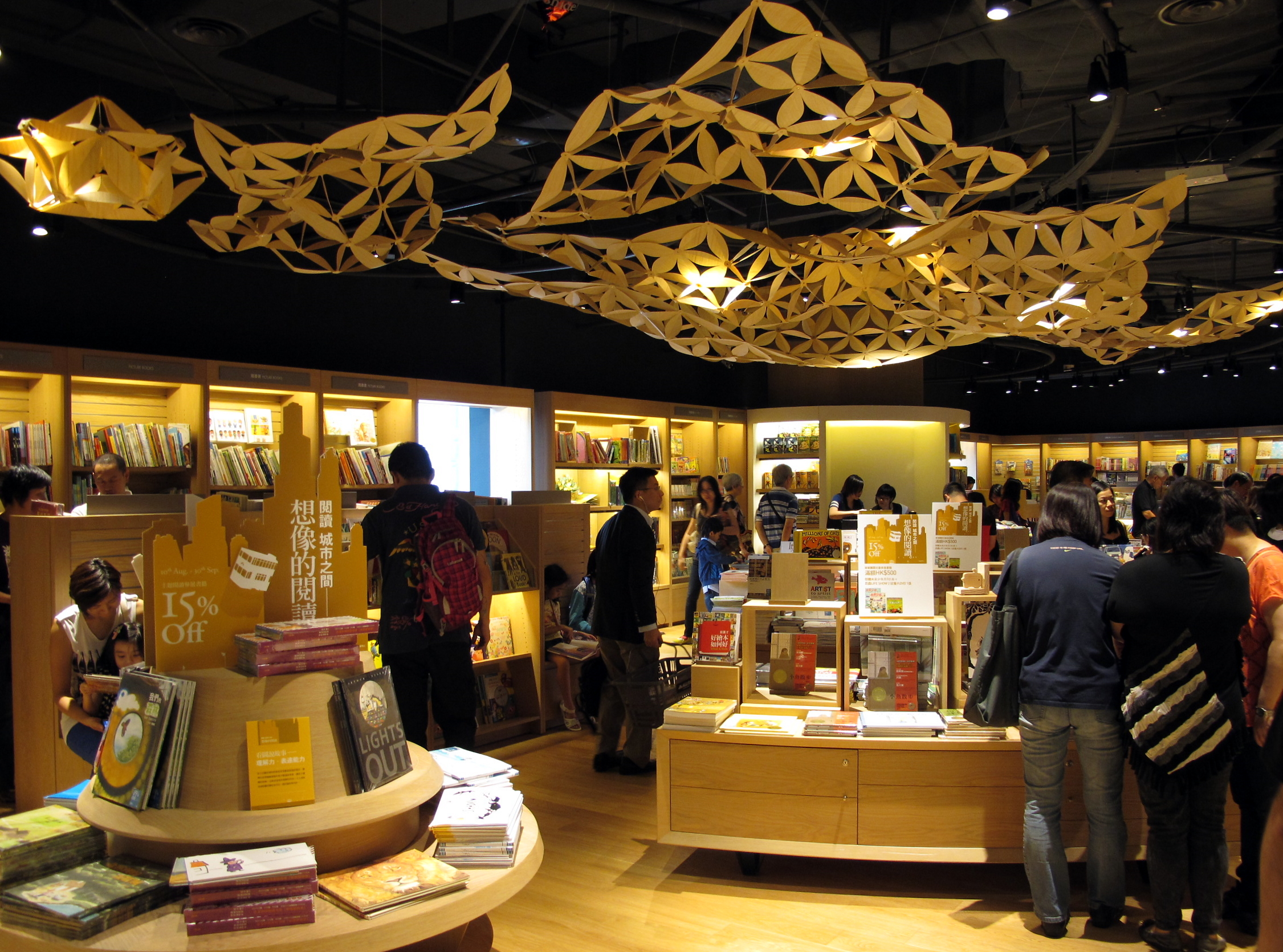
8樓兒童區
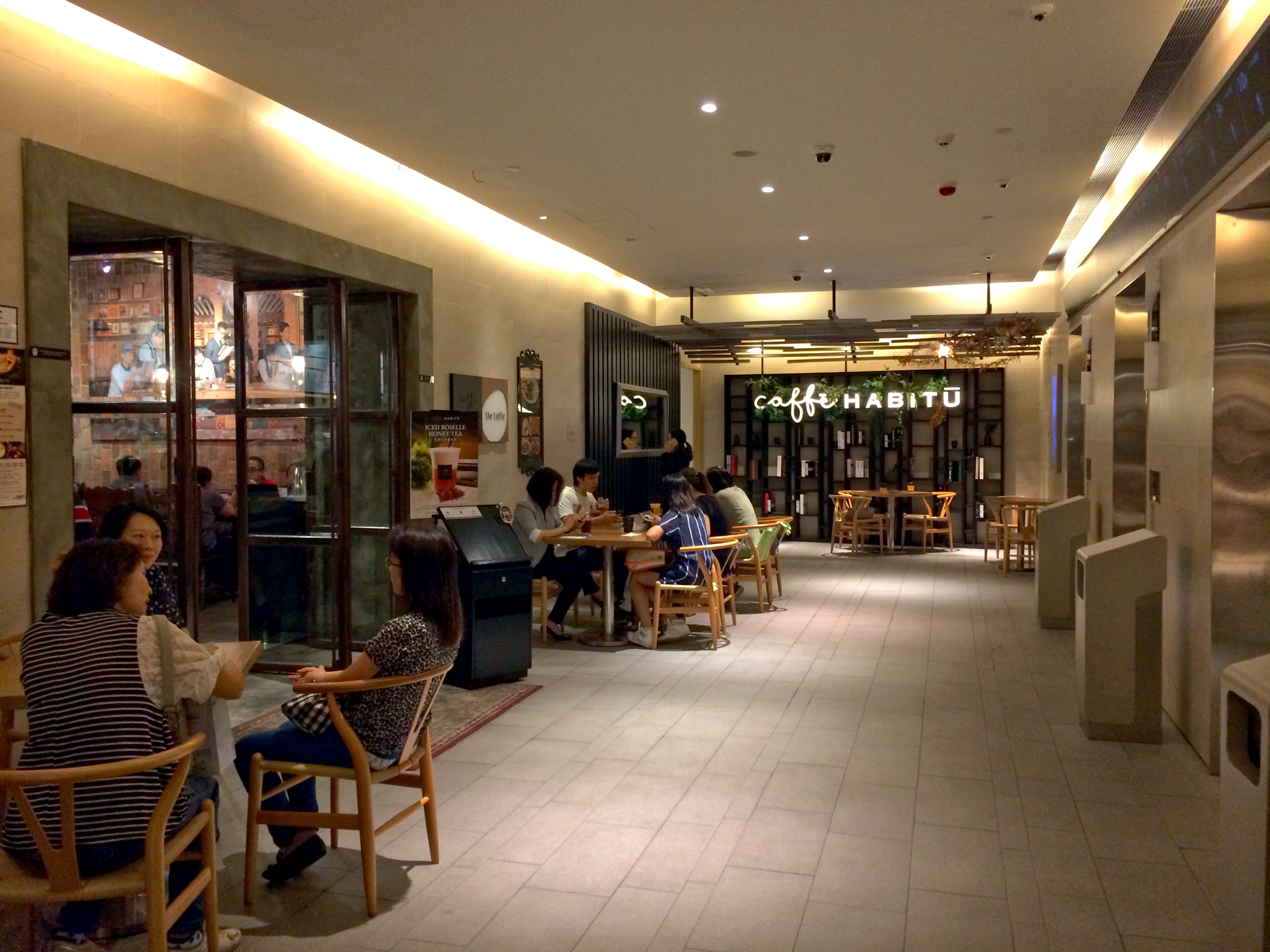
8樓HABITU the table 餐廳
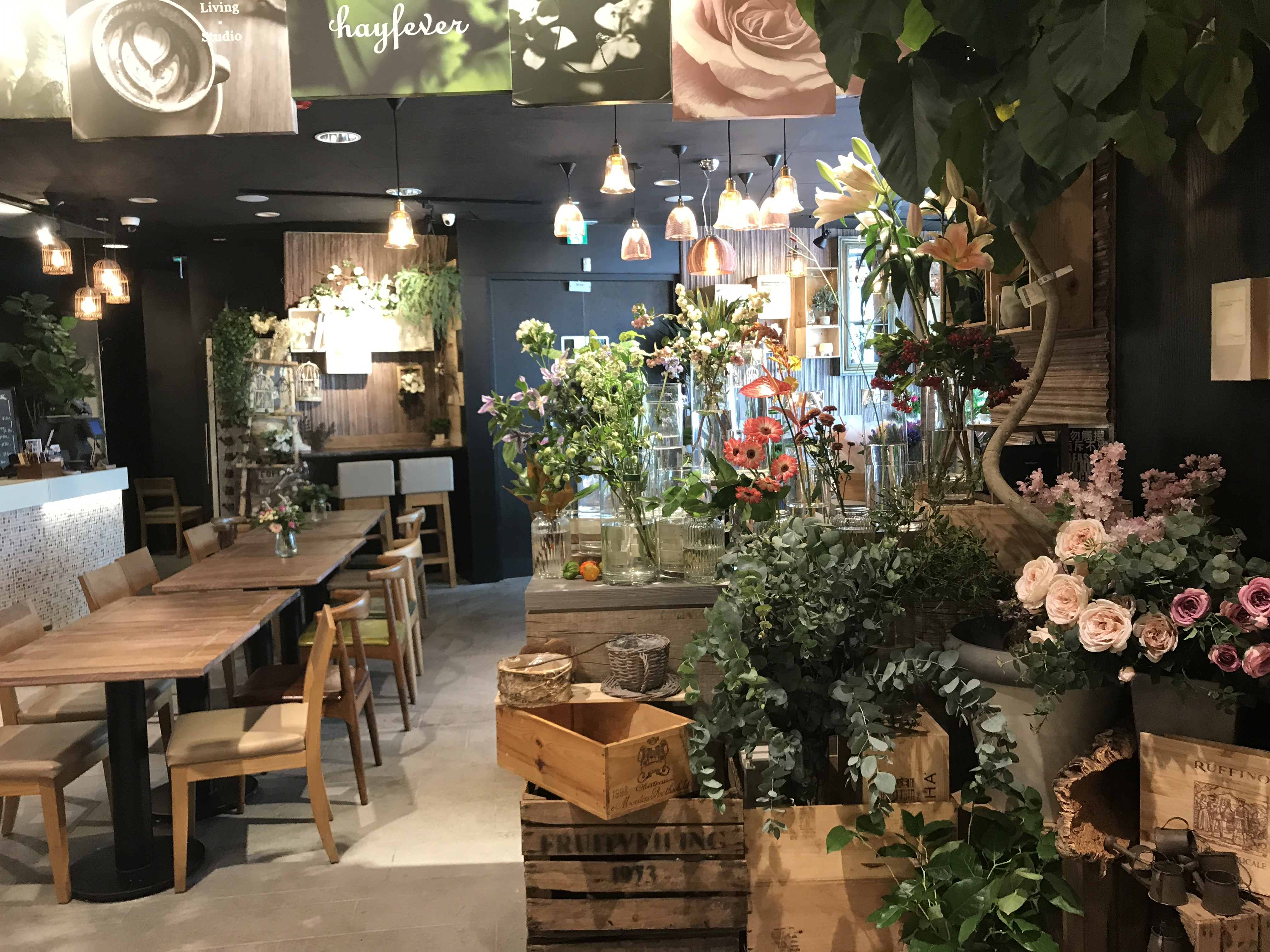
9樓Florist Cafe Hayfever咖啡店（已結業）
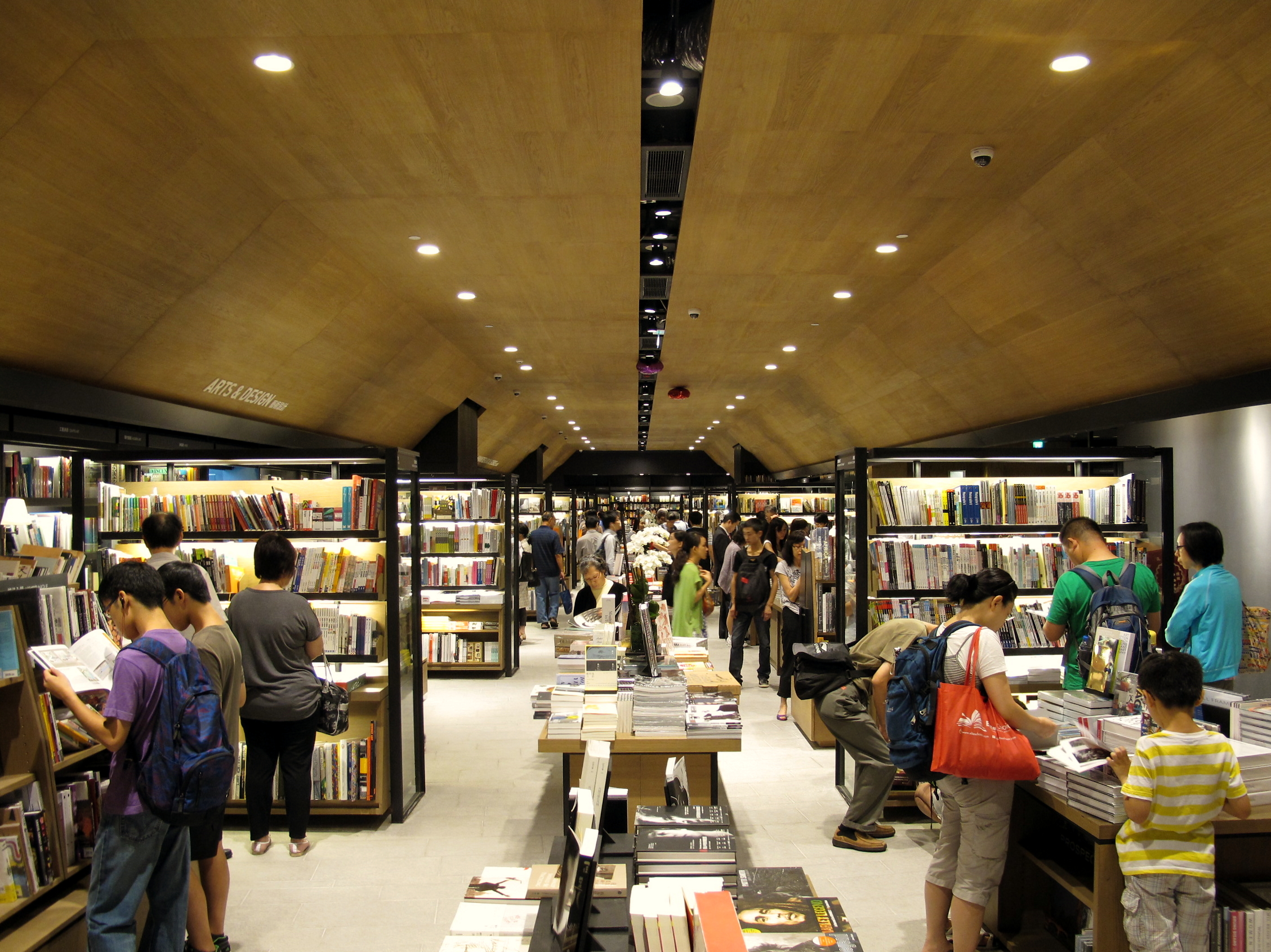
9樓設40米長的人文藝術書區長廊
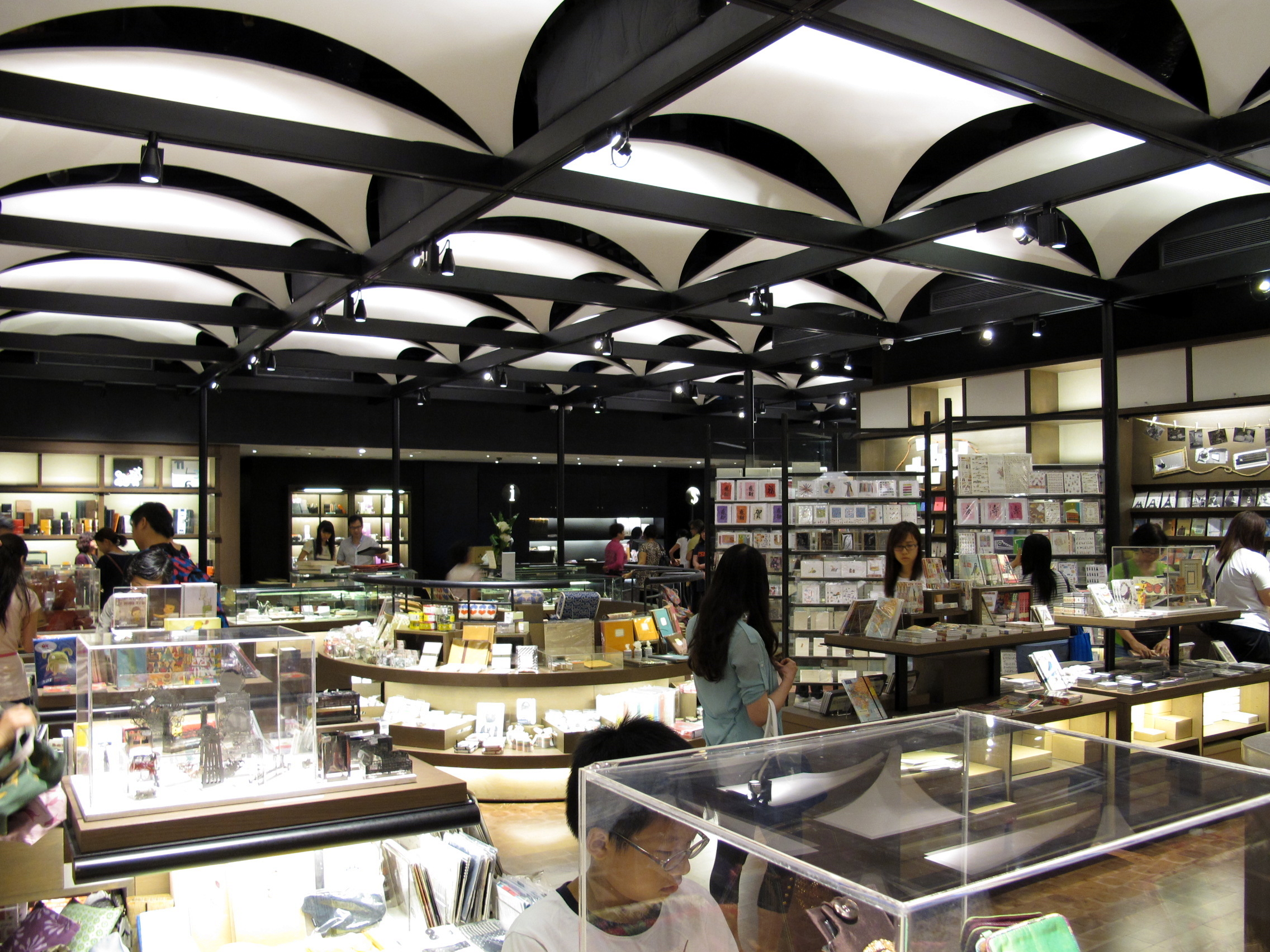
10樓風格文具館
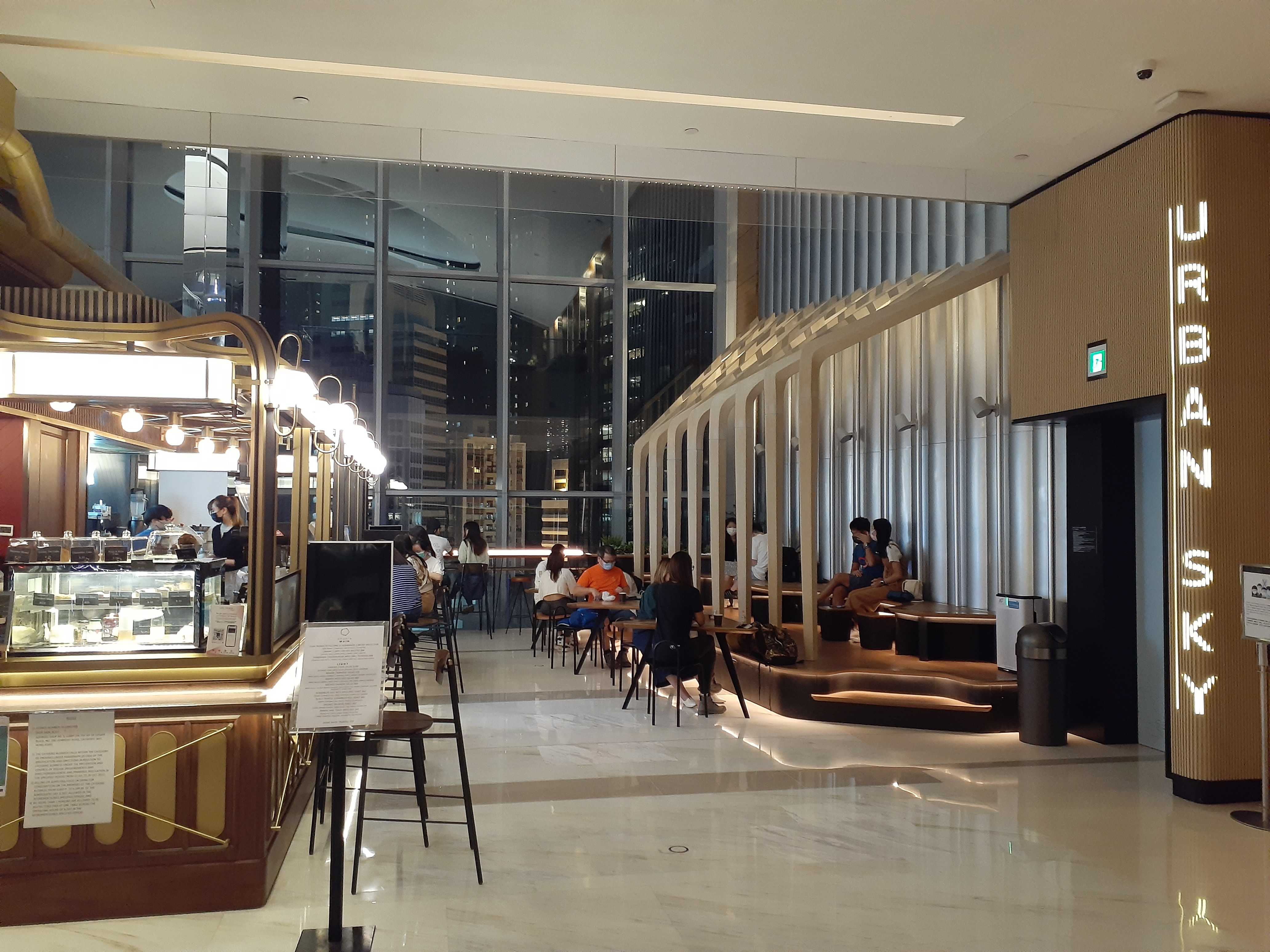
9樓寫字樓大堂在2019年7月設藝文生活空間Urban Sky

### 11樓 Kitchen 11

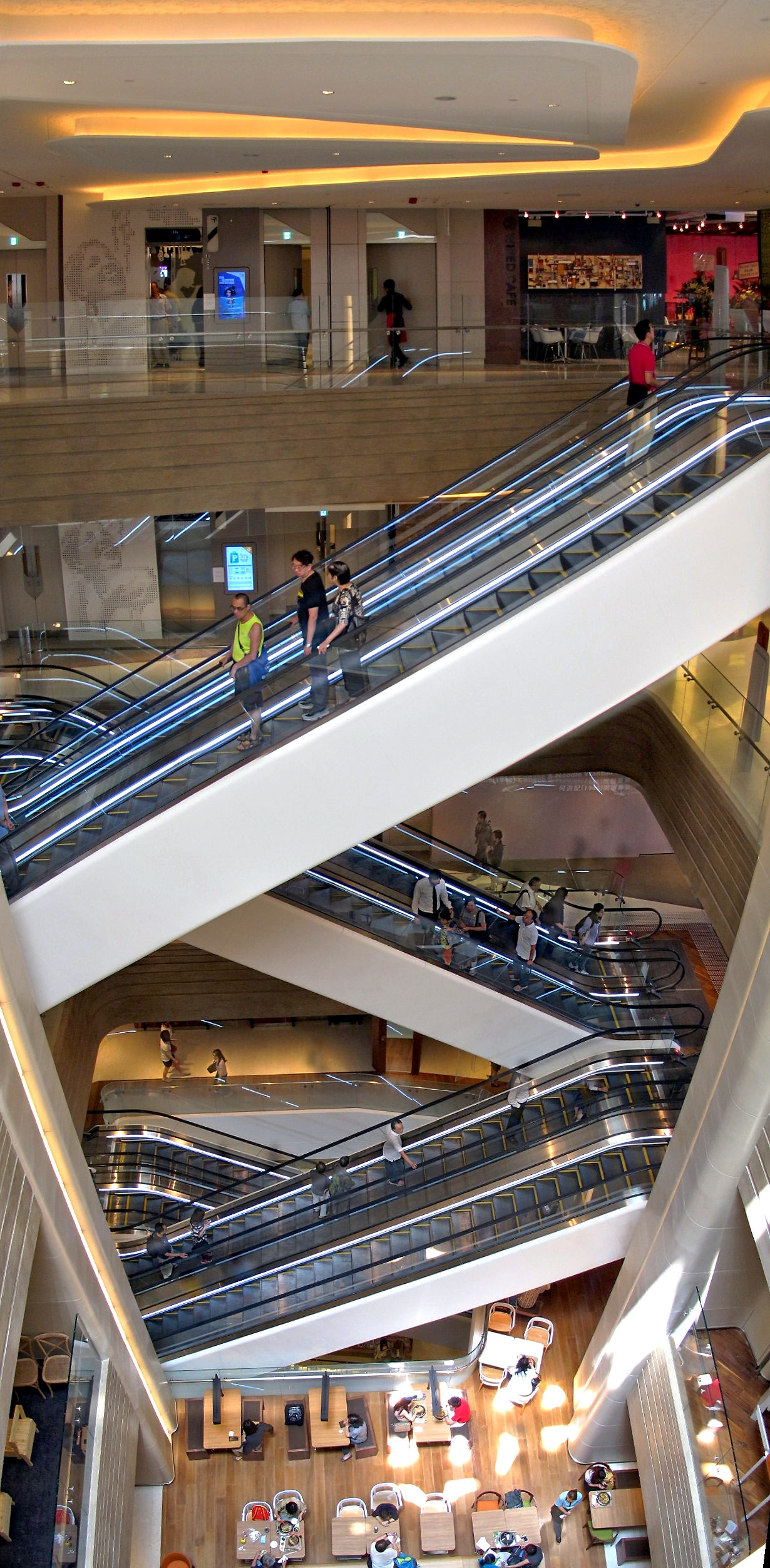
希慎廣場11-14樓中庭

商場11樓為美食廣場，以「Kitchen 11」命名，設11家不同款式的中外餐廳共冶一爐。以全落地玻璃式的設計，為顧客提供開揚的景觀及具空間感的飲食場地。美食廣場的裝修亦採用了住家式的設計概念，為食客提供親切舒適的環境。該層租戶包括getgo fresh、北海道牧場牛奶餐廳、海南少爺的姊妹店Shiok!、Triple O's by White Spot、Izumi Curry咖哩專門店、香辣屋、元八拉麵、Pepper Lunch、梨花園的姊妹店金尚宮、大戶屋和滿記甜品。當中名‧爐燒開業不足一年便結業。

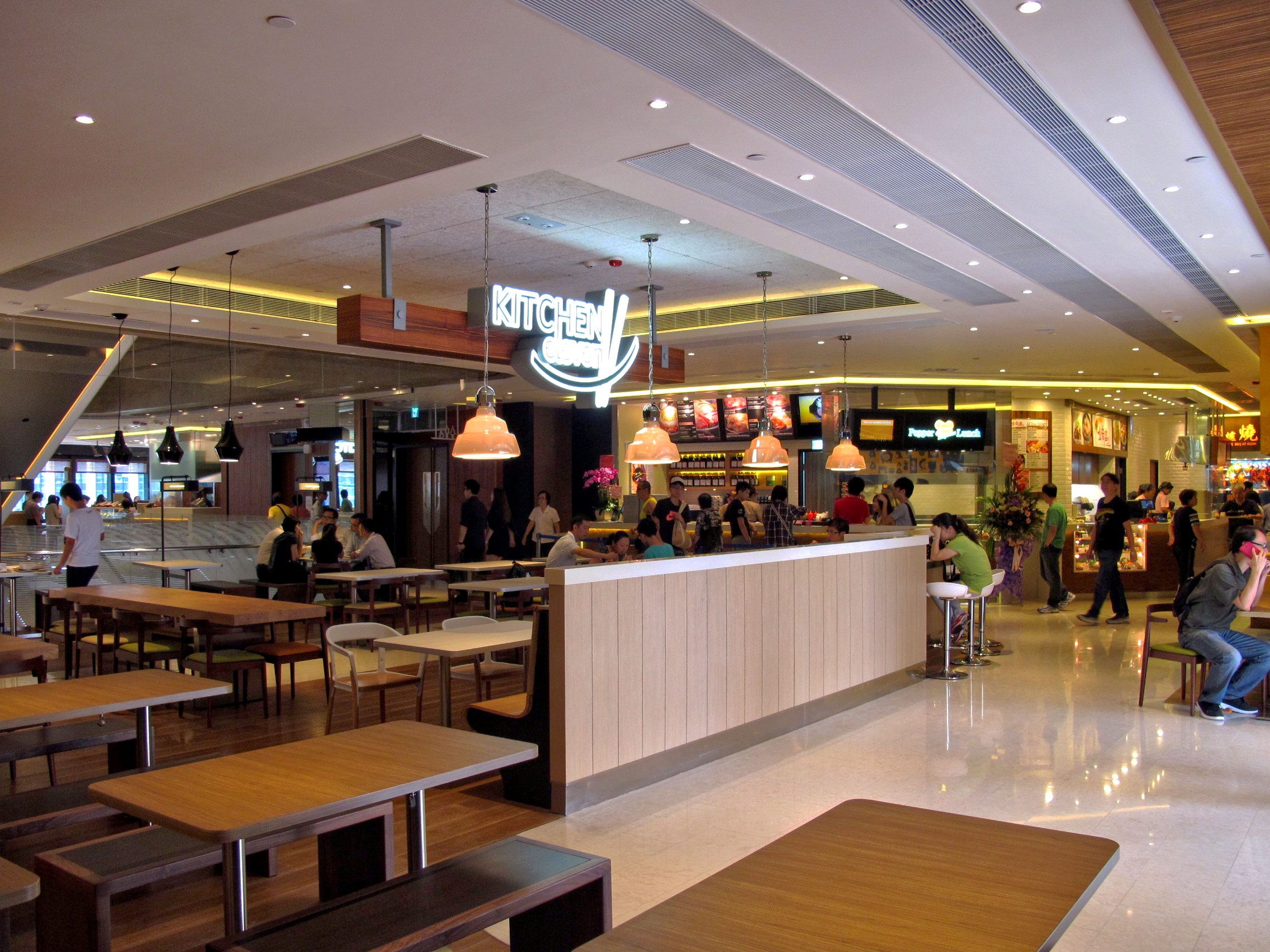
Kitchen 11美食廣場
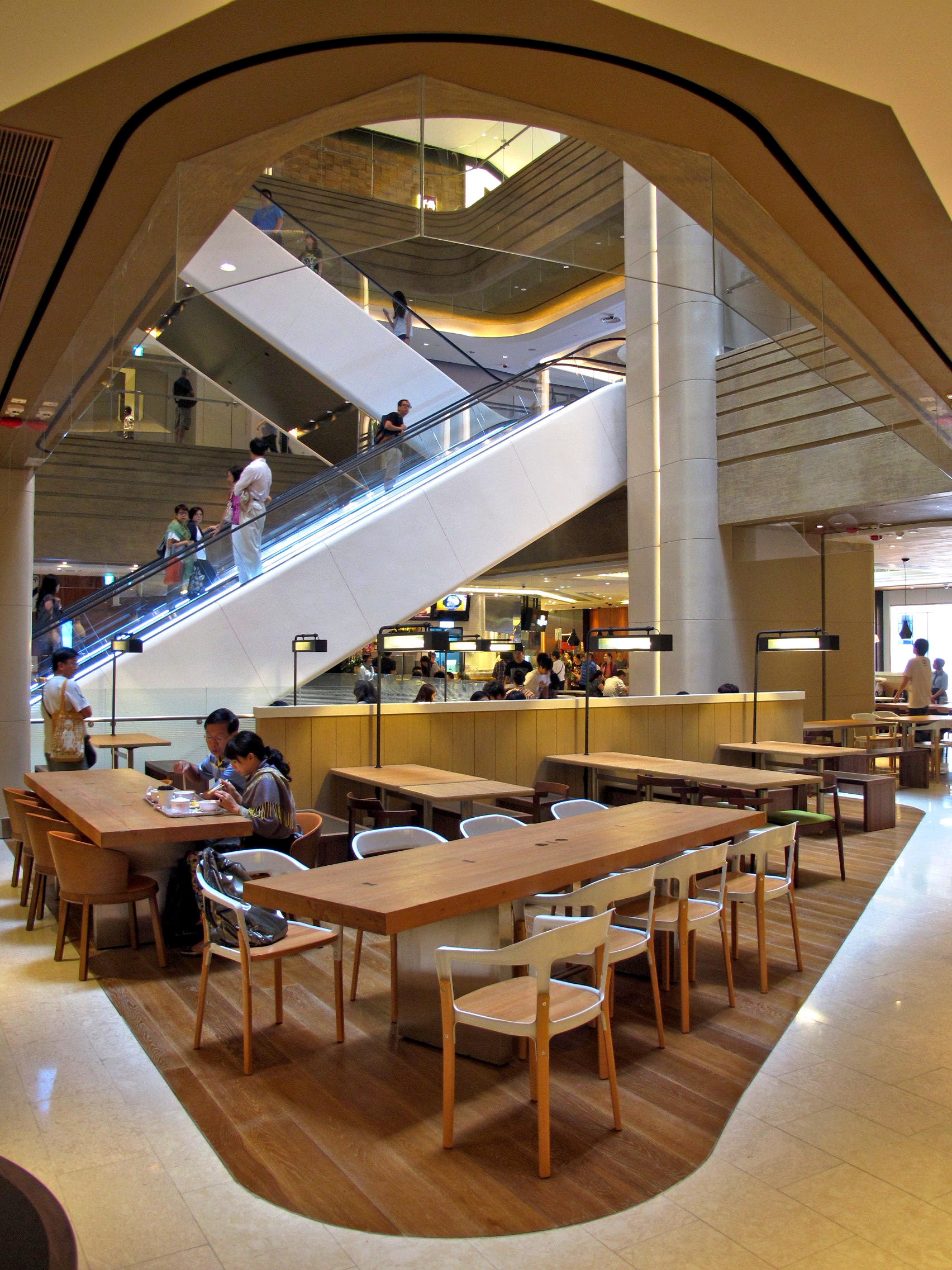
裝修採用了住家式的設計概念
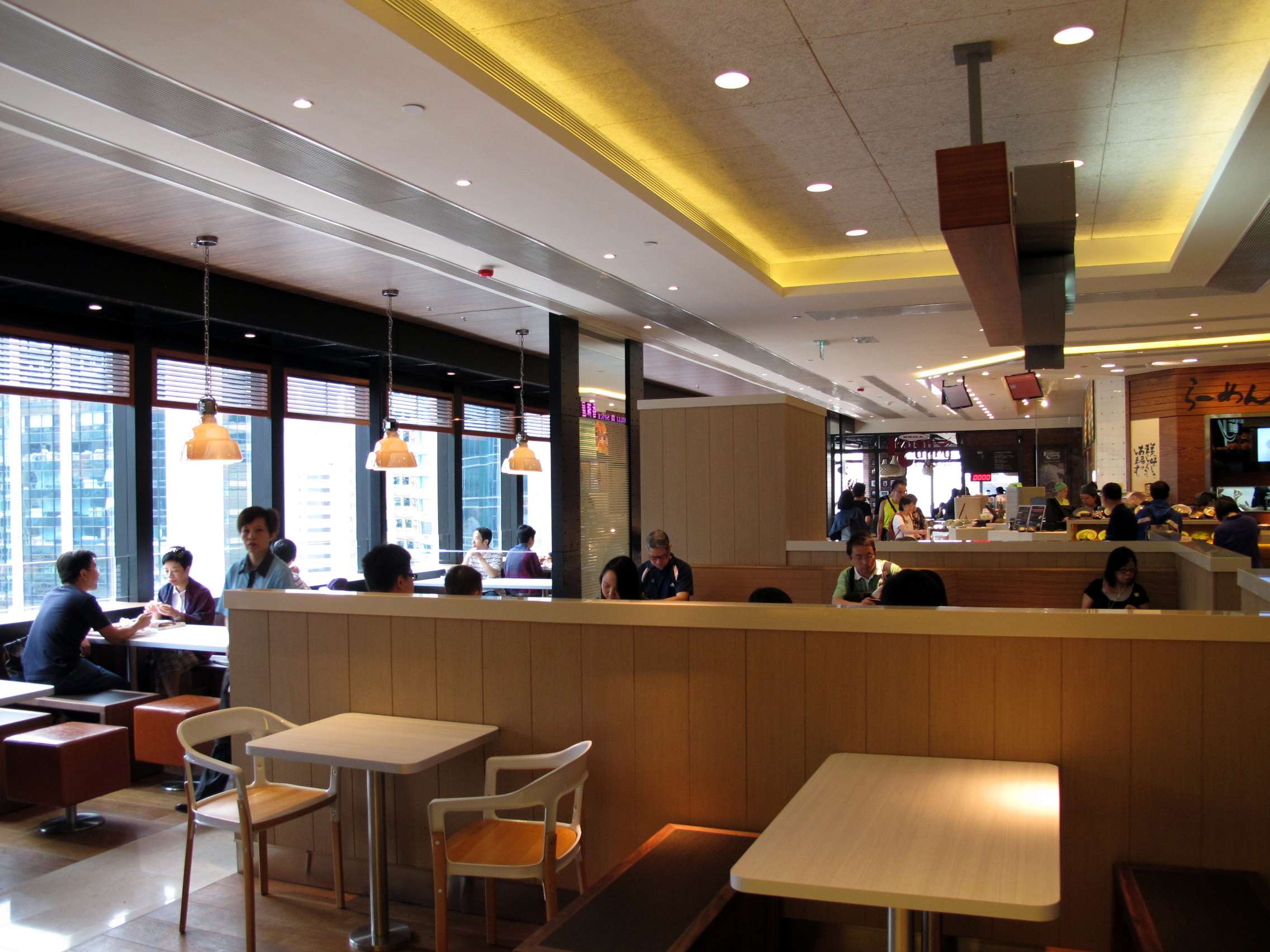
美食廣場以玻璃式的設計，為顧客提供開揚的景觀
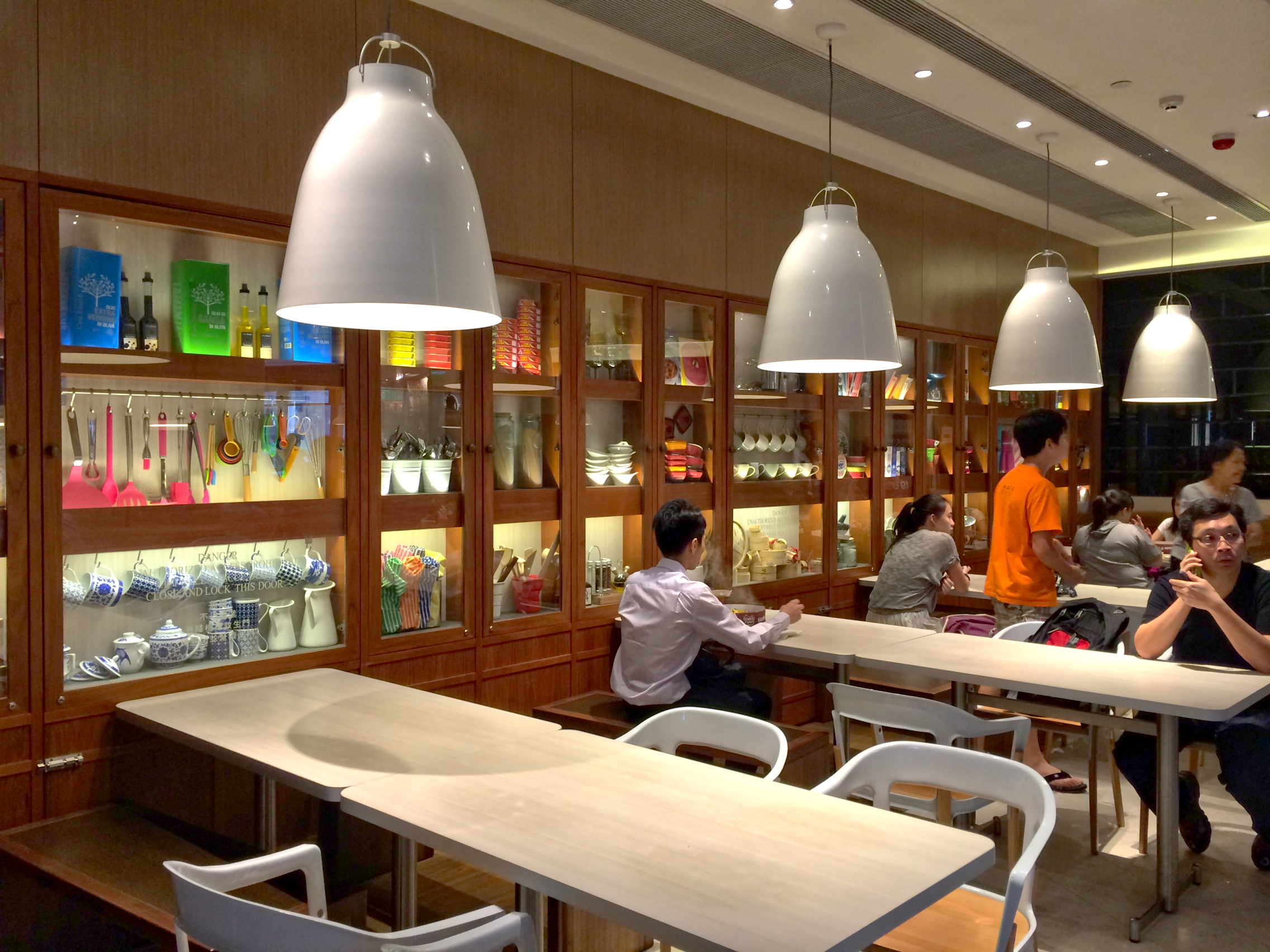
Kitchen 11美食廣場的升降機槽救生門隱藏在仿真廚櫃後面

### 12-14樓
商場12至14樓，是嶄新概念食肆的集中地，讓顧客隨時品嚐一系列的國際美食佳餚。12樓設南小館、越式美食BB1 Vietnamese Bistro、老字號麵店「何洪記」和前身是Mist創作麵工房的raSuperMen （已結業）；13樓設新派日式料理白鮨Shiro（已結業）、Le Salon Croissanterie et Restaurant、糖朝和千両；14樓設Amaroni's Little Italy（已於2015年4月結業）、港式茶餐廳/冰室「羅麥記」、Red Almond和日本咖啡店WIRED CAFE。
到2014年至2015年起，多間食肆結業，如12樓raSuperMen 改為EIGHT GRAND Bar & Restaurant、13樓Le Salon Croissanterie et Restaurant改為Moments Lifestyle Café；「糖朝」改為「博洛尼亞」、14樓Red Almond改為羅麥記。

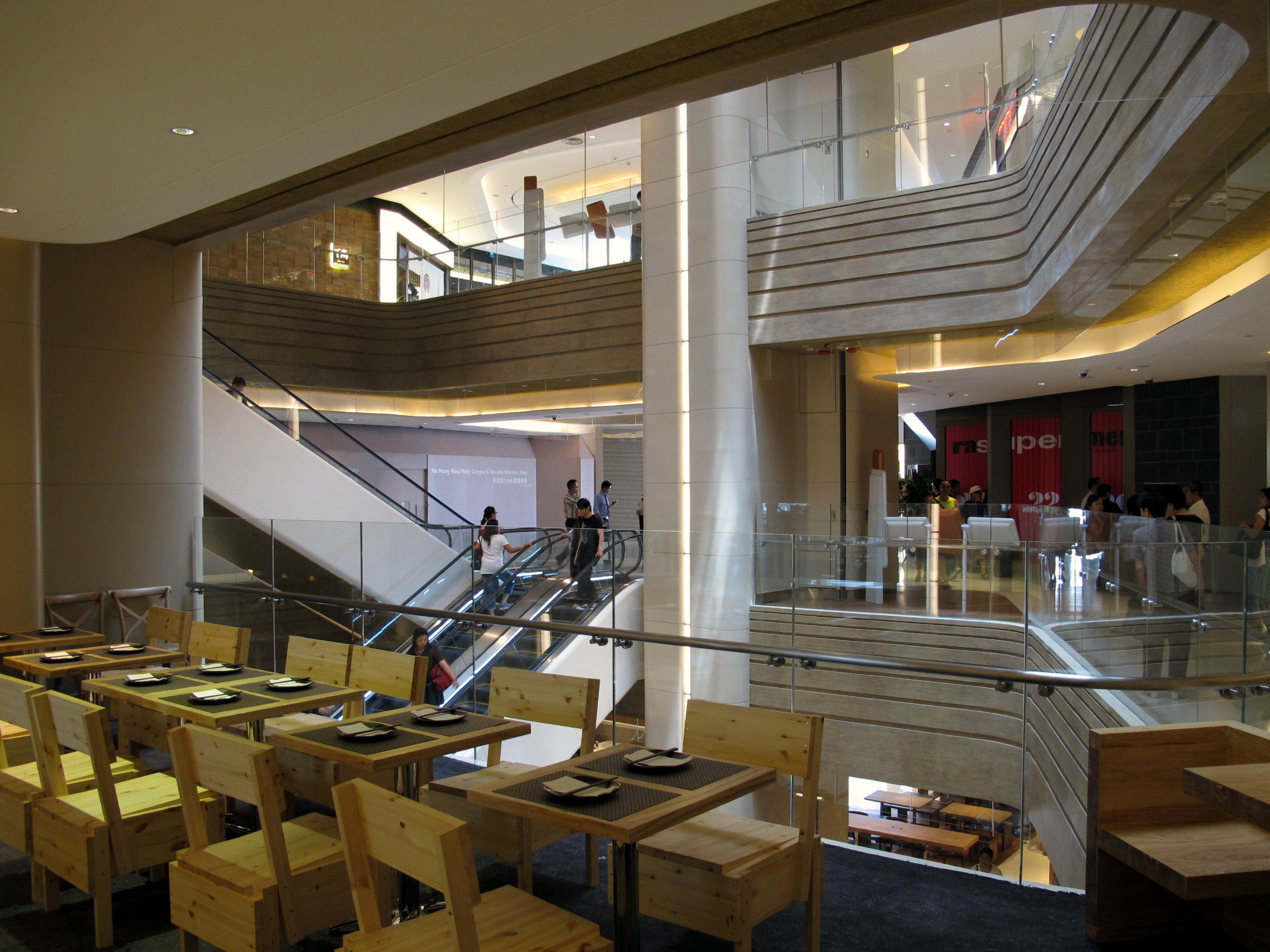
12樓
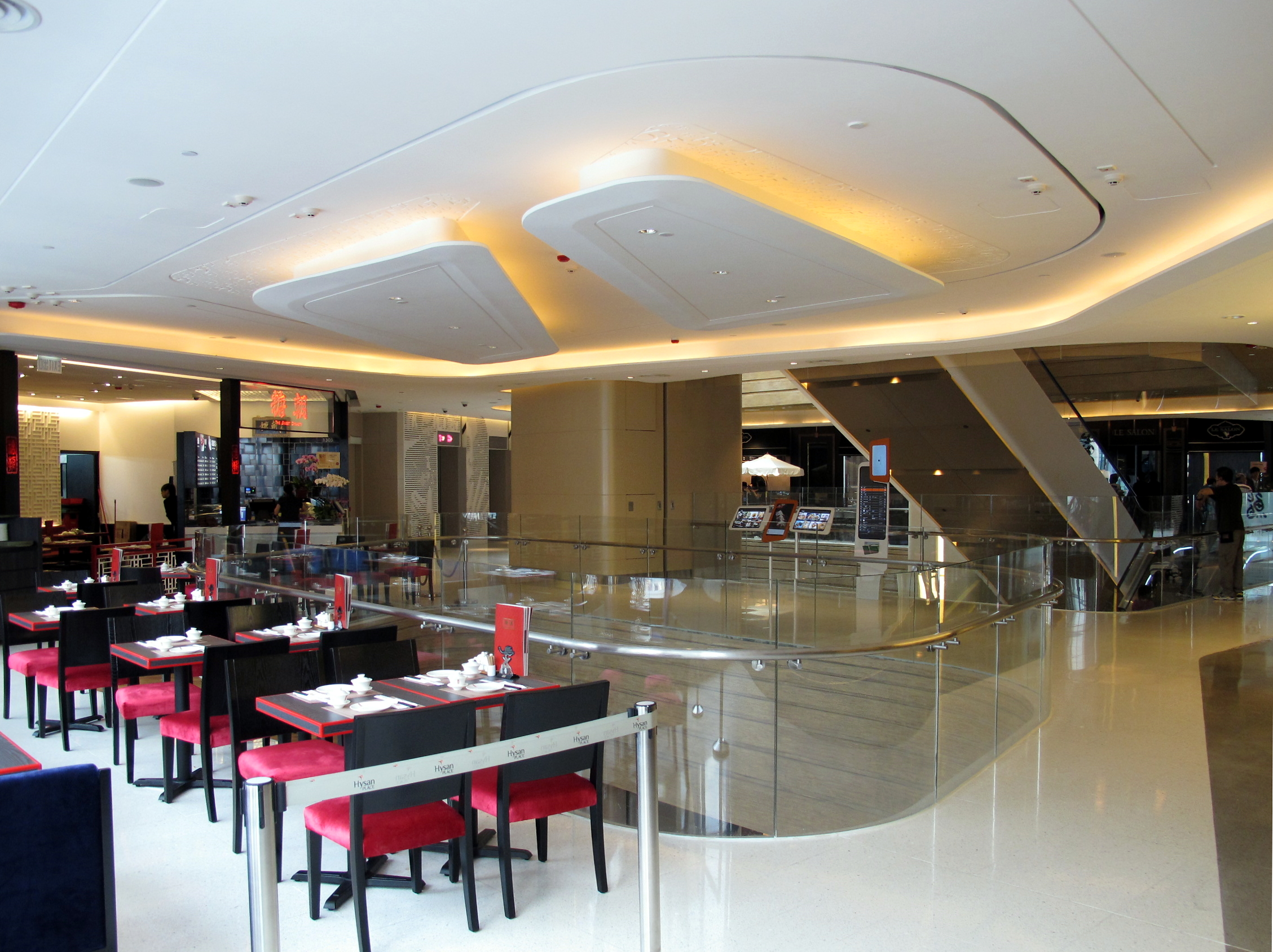
13樓
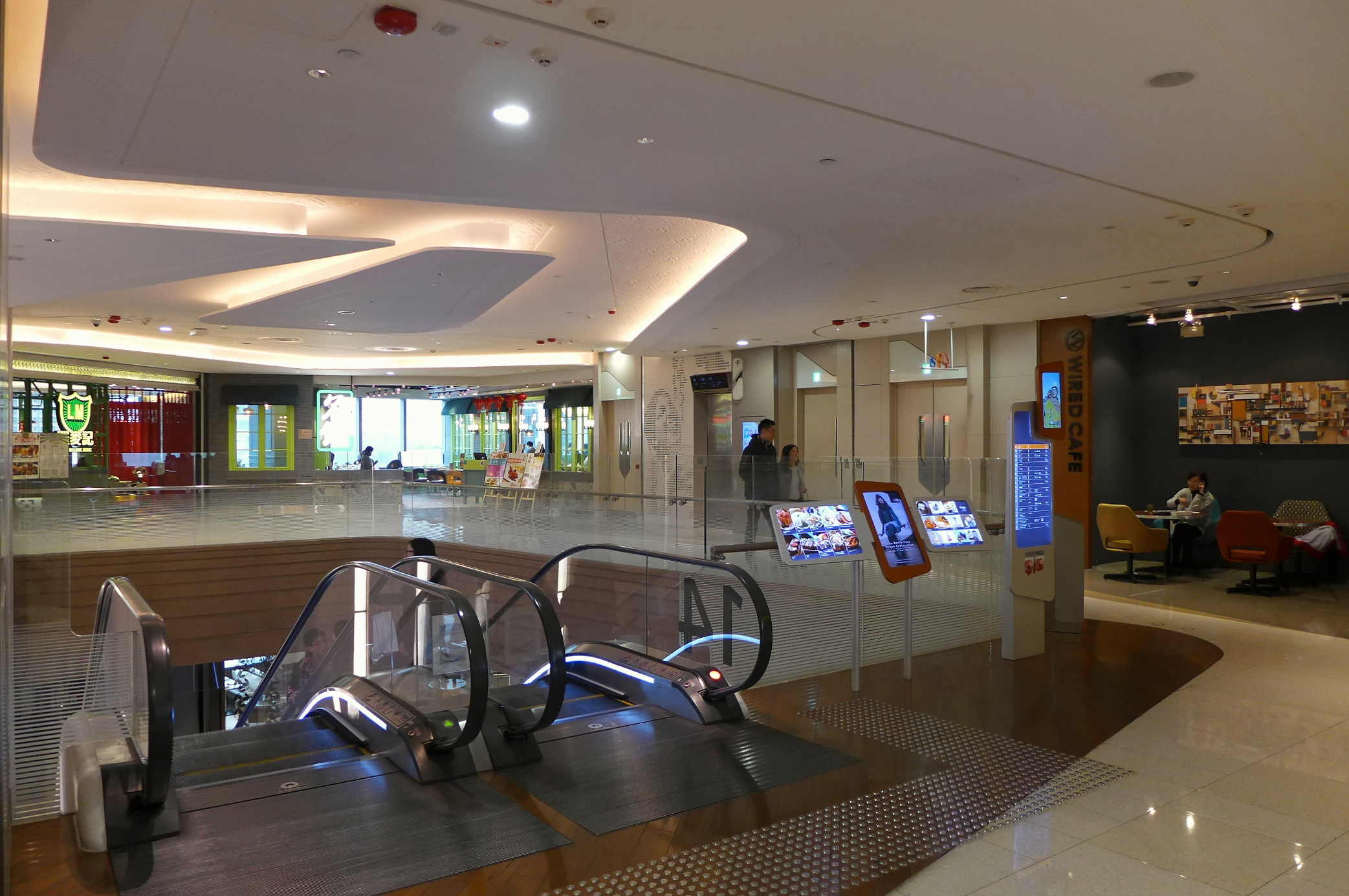
14樓

## 寫字樓

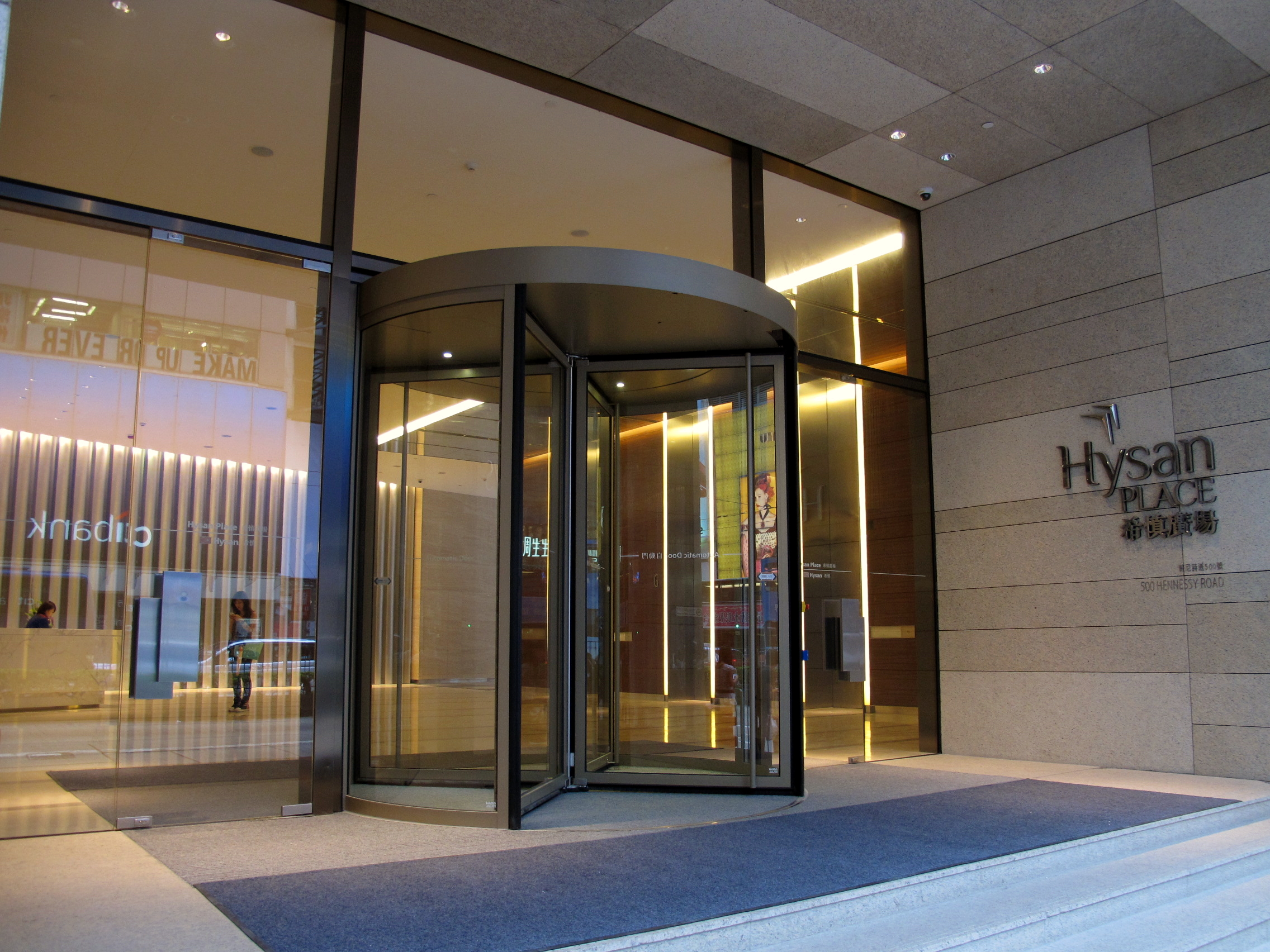
希慎廣場地下寫字樓入口

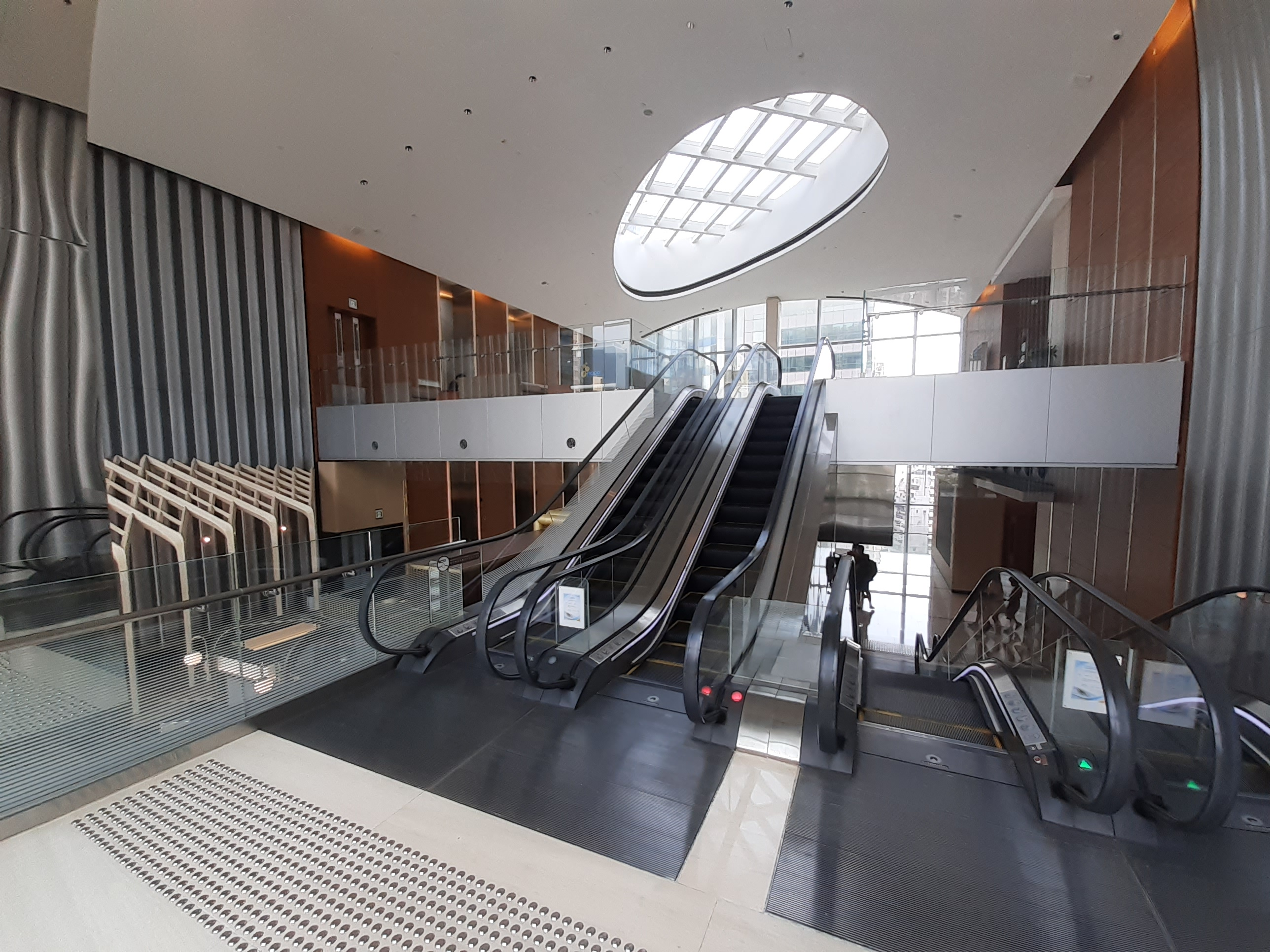
希慎廣場9樓寫字樓大堂

寫字樓（粵語，相當於現代標準漢語之「辦公室」）位於20至38樓。B1層及地下設有雙層升降機往9至10樓中轉大堂。但寫字樓承租率遠落後於商場，初期只有40%。現有租戶包括四大會計師行之一的畢馬威會計師事務所（KPMG）、國際皮具名牌Gucci、麥肯廣告、內容傳遞網路和雲服務提供商Akamai及美國招聘社交平台LinkedIn。到2019年起，寫字樓多個租戶遷出，如畢馬威會計師事務所遷往黃竹坑黃竹坑道8號South Island Place 1-3樓、9-13樓及15樓，麥肯廣告遷往鰂魚涌太古坊一座15-17樓，信佳集團香港辦公室遷往觀塘創紀之城6期。
寫字樓最高的兩層中間設有一個小庭院，命名為「希慎都市農土」，佔地約5,000平方呎，以推動平衡生活文化。該處栽種多種有機蔬菜及香草，並計劃每年舉辦工作坊，讓商戶參加者體驗耕種過程。而庭院內的草地及綠化外牆可紓緩熱島效應。
下列為希慎廣場寫字樓部分租戶樓層分佈：
- 20至22樓：捷成洋行
- 26樓：Kering Asia Pacific（2601室）、威華發展（Sinomax Development）（2602室）、Gilead Sciences Hong Kong Limited（2603室）
- 27樓：Akamai Technologies (Hong Kong) Limited（2701室）
- 28樓：Valentino Fashion Group
- 29樓：WRise Wealth Management （昇世資產管理）（2903室）
- 30樓：友邦（3002-3003室）
- 31及32樓：雷格斯（Regus）
- 33樓：Apple Asia Limited
- 37樓：佳利（香港）律師事務所
- 38樓：LinkedIn

## 翻新工程
2022年8月，發展商希慎表示會將商場部分樓層重新規劃和翻新。工程包括把地庫B1層和B2層重新裝修，地面戶外空間進行翻新，商場4樓平台改建為Urban Park，並設香港島首個設於商場內的滑板公園和計劃引入香港街頭音樂元素「Busking」，於2023年1月5日啟用。而商場5樓至6樓扶手電梯通道位置亦會改建設中庭，並以工業風為主題。到2023年5月，連接地下和1樓軒尼詩道出入口的扶手電梯已經封閉。

## 樓面租出

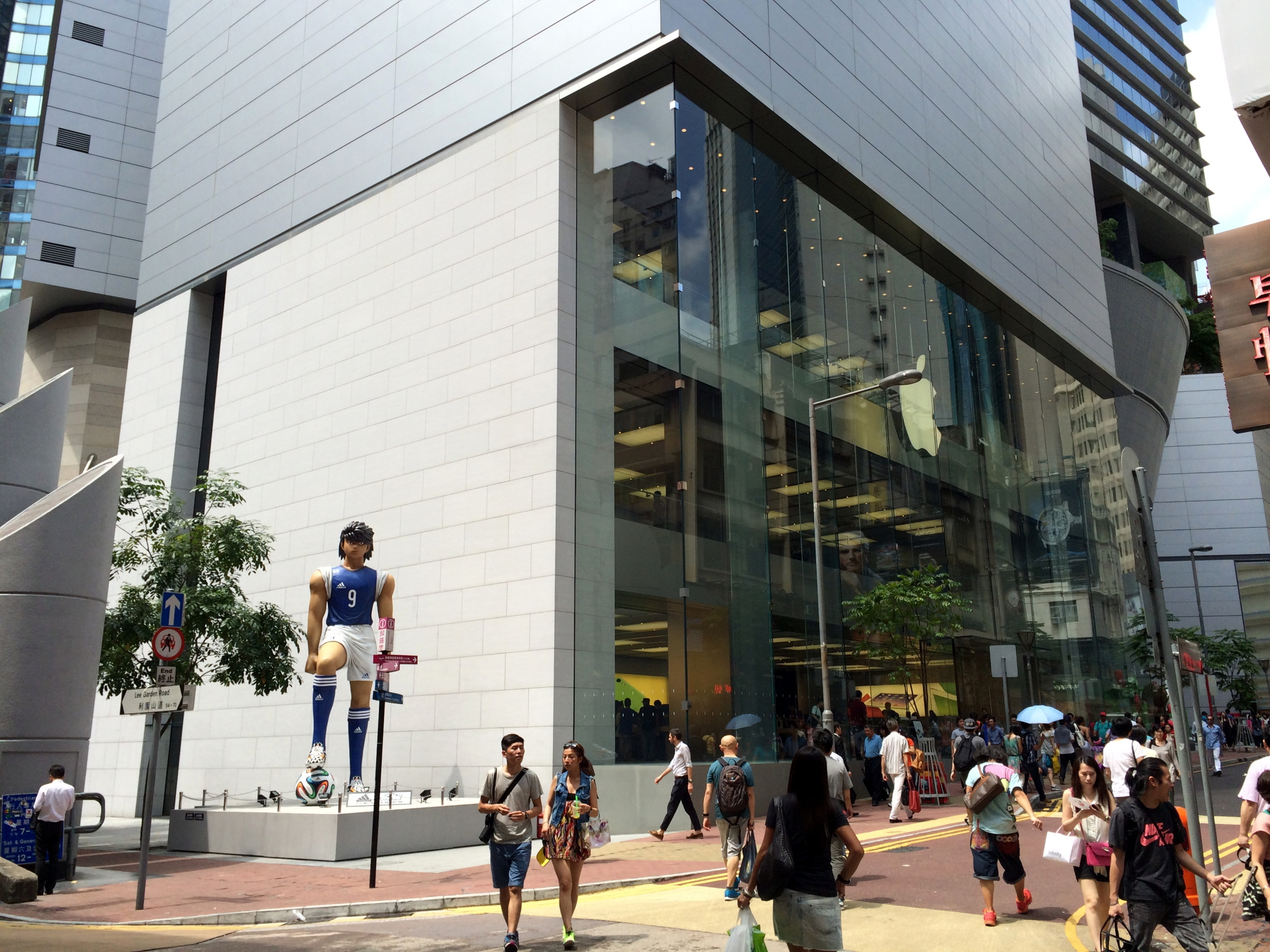
希慎廣場設香港第二間Apple Store

2010年11月，約有四分之一樓面已租出，希慎與免稅店DFS達成合作協議，落實租用希慎廣場45,000方呎零售樓面，開設全新概念的零售店，地面樓層包括18,000方呎美容化妝品專區，新概念店將以年輕人為目標客戶。
2011年2月25日，南華早報報道蘋果公司會租用希慎廣場開設香港第二間蘋果零售店，位該地庫至1樓合共1.5萬方呎樓面，會於2012年開幕。其餘零售租戶已落實各自租用約10,000方呎樓面。2011年7月22日，香港經濟日報報道台灣誠品書店，承租商場8、9及10樓3層樓面，合共41,000平方呎，打造為本港最大書店。而美國時裝Hollister，亦租用商場2萬平方呎樓面。2011年8月，國際時裝品牌GAP以350萬元，預租銅鑼灣希慎廣場地下7,000方呎舖位，每呎租金約500元。
希慎廣場的寫字樓，在2011年首季起開始預租，以項目的先進基礎設施，足以應付投資銀行等對設施要求較高的客戶，希慎廣場寫字樓每方呎租金介乎40至50元。
2011年6月14日，希慎興業（0014）宣布，四大會計師行之一的畢馬威會計師事務所（KPMG）簽約租用旗下最新商廈銅鑼灣希慎廣場20至25樓全層，合共約8萬方呎樓面，成首個進駐該廈寫字樓之租戶，租期9年，畢馬威主要從事客戶工作的團隊將於2012年下半年遷至該廈。至2013年，麥肯廣告才由新寧大廈遷入原區的希慎廣場辦公。
食肆樓面也極受飲食業歡迎。希慎廣場因應其通風廊的設計，令其商場部分有多個空中花園，部分更成為食肆。其中位於7樓平台1個面積數千方呎的餐廳舖位，獲得約10個準租戶與業主洽租，當中個別海外餐廳洽租取態最為殷切。
2012年2月2日，希慎興業行政總裁嚴磊輝表示銅鑼灣希慎廣場工程已完成，正等待驗樓，大廈八成的舖位已經租出，預計在2012年8月期間開幕。
2012年5月，東周刊指出希慎廣場已有60多個品牌進駐，大多是中價牌子，主攻年輕人。當中最要為少女貨品租戶為主，其中一層全是女裝跟內衣品牌。商場以專題樓層作為分類，例如以鞋履及女士物品為主題的專層，希望吸引人流到高層消費，從而扯高整體租金收益。寫字樓有四成樓面亦已租出，其中一層的平均呎租為七十五元，創同區新高。
2012年7月10日，希慎興業主席利蘊蓮指商場出租率現時達98%以上，有信心下月開業時達100%；而辦公室目前出租率則約4成，仍在招租。Apple Store租用希慎廣場地庫至1樓合共1.5萬方呎樓面，以月租500萬元計，呎租僅333元，結果此非事實。
2012年8月2日，國際皮具名牌Gucci租用希慎廣場中層半層寫字樓作集團辦公室，涉及約8,000平方呎，呎租約70元，每月約56萬元。中國名酒五糧液集團亦租用27樓全層樓面。
2013年8月30日，美國招聘社交平台LinkedIn以月租逾130萬元租希慎廣場頂層38樓全層，涉及約16,481方呎，呎租約80元，雖然打破區內同類商廈呎租新高，已較最初叫租約100元降價約20%。
2015年8月，希慎廣場開業3年，不少商戶租約將近完結，是續約的高峰期，已有40間新店舖進駐，新租金較舊租戶升約17%。希慎未來繼續改善店舖組合，引入男女都適合的休閒產品，改變以往側重女性服裝品牌的策略。

## 開幕

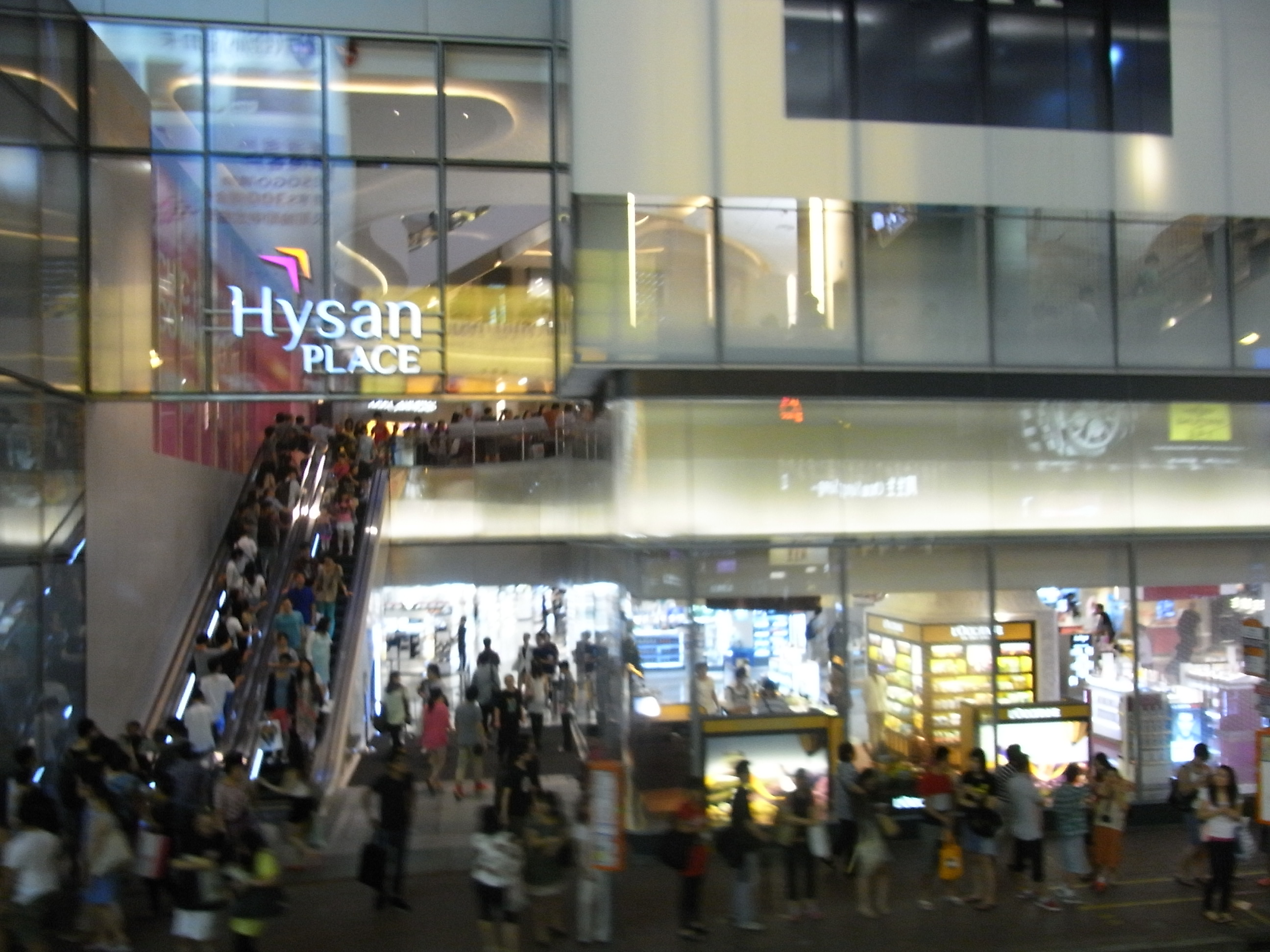
開幕之後第三日的晚上

商場在2012年8月10日下午1時30分開業，首兩周營業時間延長至午夜。開業當天中午啟超道一帶聚集過千市民等候，須交通警員在場協助疏導。開幕典禮完成後，市民魚貫入場，發展商預期開業每天人流達十萬人次。不過，由於參觀人士眾多，商場開業僅10多分鐘來往商場1至2樓的扶手電梯一度停頓，需要採取人潮分流措施。
項目開幕典禮上，不少利氏家族成員均出席支持，其中利孝和夫人（利陸雁群）、利漢釗、希慎主席利蘊蓮，以及集團副主席及行政總裁劉少全等擔任主禮嘉賓。

## 重大事件
2007年7月10日，希慎廣場前身興利中心進行拆卸工程，天秤突然倒塌，壓住7名工人，事件中造成2名工人死亡，5名工人受傷。
2015年2月24日，一名34歲女子疑在商場關門時未有離開，凌晨走到商場二樓攀過圍欄躍下，直墮地下中庭重傷，腳及手臂骨折，清醒送往瑪麗醫院搶救，情况嚴重。消息指黃有精神病紀錄，警方未有檢獲遺書，但相信事件無可疑，列企圖自殺處理。希慎廣場發言人稱對事件表示遺憾，並向傷者及其家人表達慰問。發言人稱，商場每晚10時後陸續關閉，若此後有人要進入商場範圍，須向職員登記，暫無資料顯示傷者為商場職員，她進入商場範圍的原因正由警方調查，希慎會全力配合。
2015年9月2日，一名26歲男子身穿恤衫及牛仔褲，帶備數罐啤酒到4樓平台，並爬上面向啟超道的花槽石壆邊緣危站，手持啤酒灌飲，不時吸煙及玩電話，又站又蹲，並在壆邊走動，險象環生。警員到場勸喻不果，召消防員張開救生氣墊戒備，談判專家奉召向他游說，但不得要領，吸引大批市民圍觀。至零時許突跳下，落氣墊中央紅心位置，惹來圍觀市民驚呼。男僅腳部受輕傷，他被送院時語無倫次，自稱為「救一班兄弟」跳下。
2016年7月27日下午3時，有疾病紀錄的80歲老婦在3樓一間商鋪內取走一張櫈子，疑用作踏腳躍下，跌在1樓傷重昏迷，送院後證實不治。

## 商戶

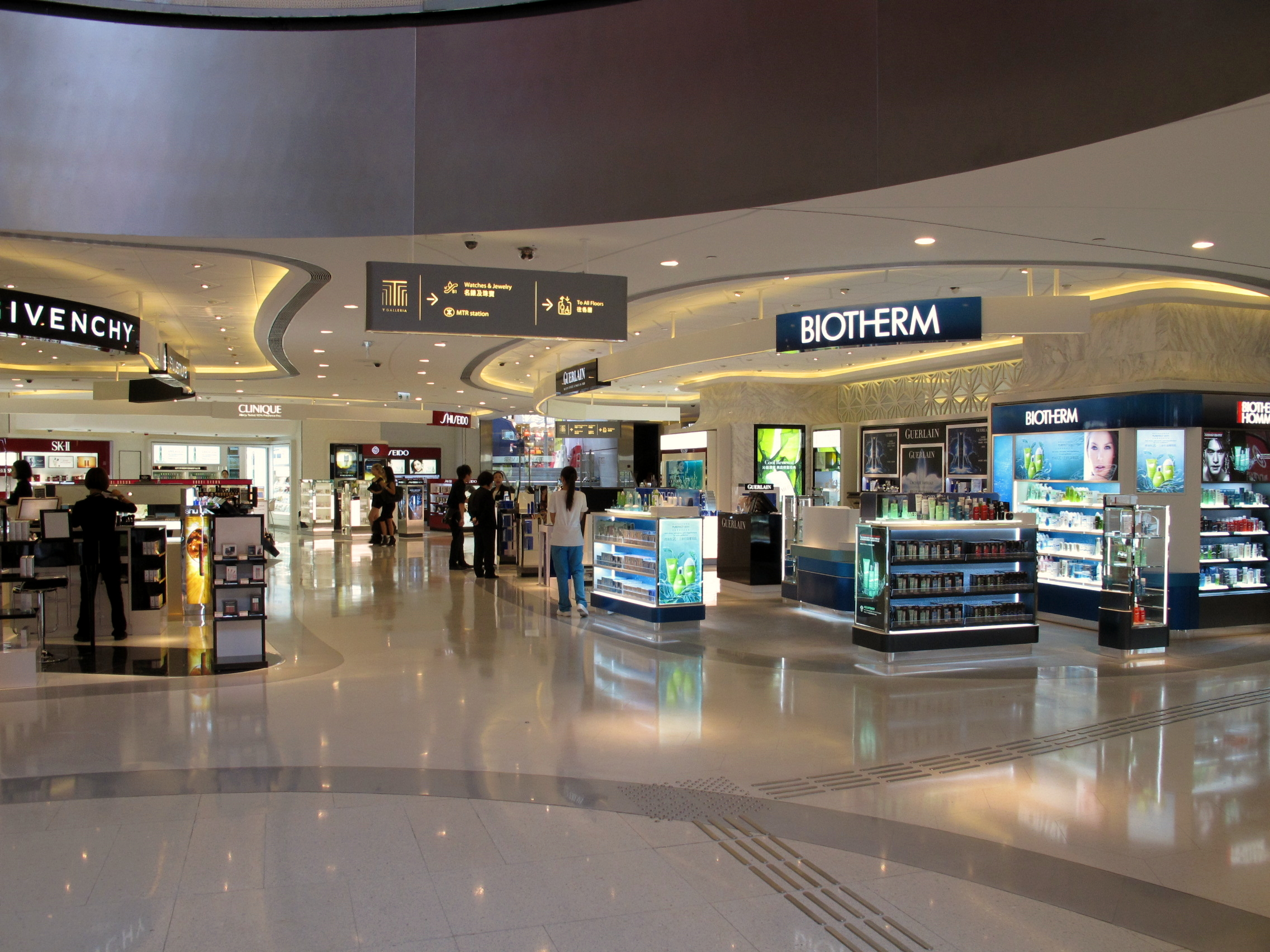
T Galleria

### 科技
- Apple Store

### 生活．美容
- T Galleria（DFS集團品牌，首次開設於港島的項目。）
- Beyond Organic 有機無限
- JOYCE Beauty
- Melvita

### 時裝
- Hollister
- REDValentino
- Agnès b.
- Superdry
- 美國品牌7 for all Mankind
- DKNY
- Levi's
- French Connection
- 紐約服飾品牌Nanette Lepore
- 意大利服飾品牌LIU‧JO
- 東京Girls Collection
- 6ixty8ight
- SHEL'TTER

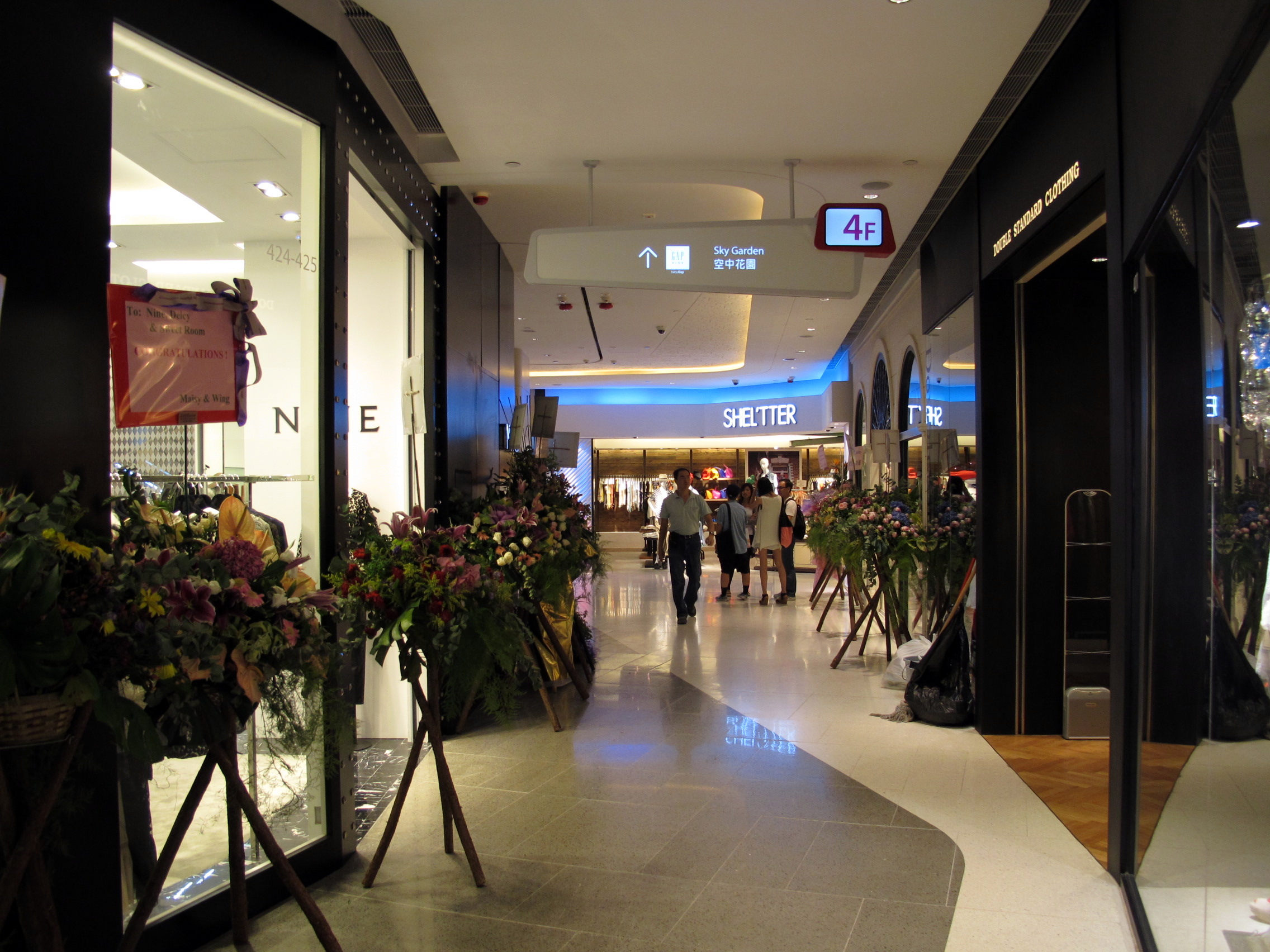
商場4樓租戶以首度進駐香港的日本女士服飾品牌為主。包括NINE、Double Standard Clothing及SHEL'TTER，唯大多品牌已於2015年結業

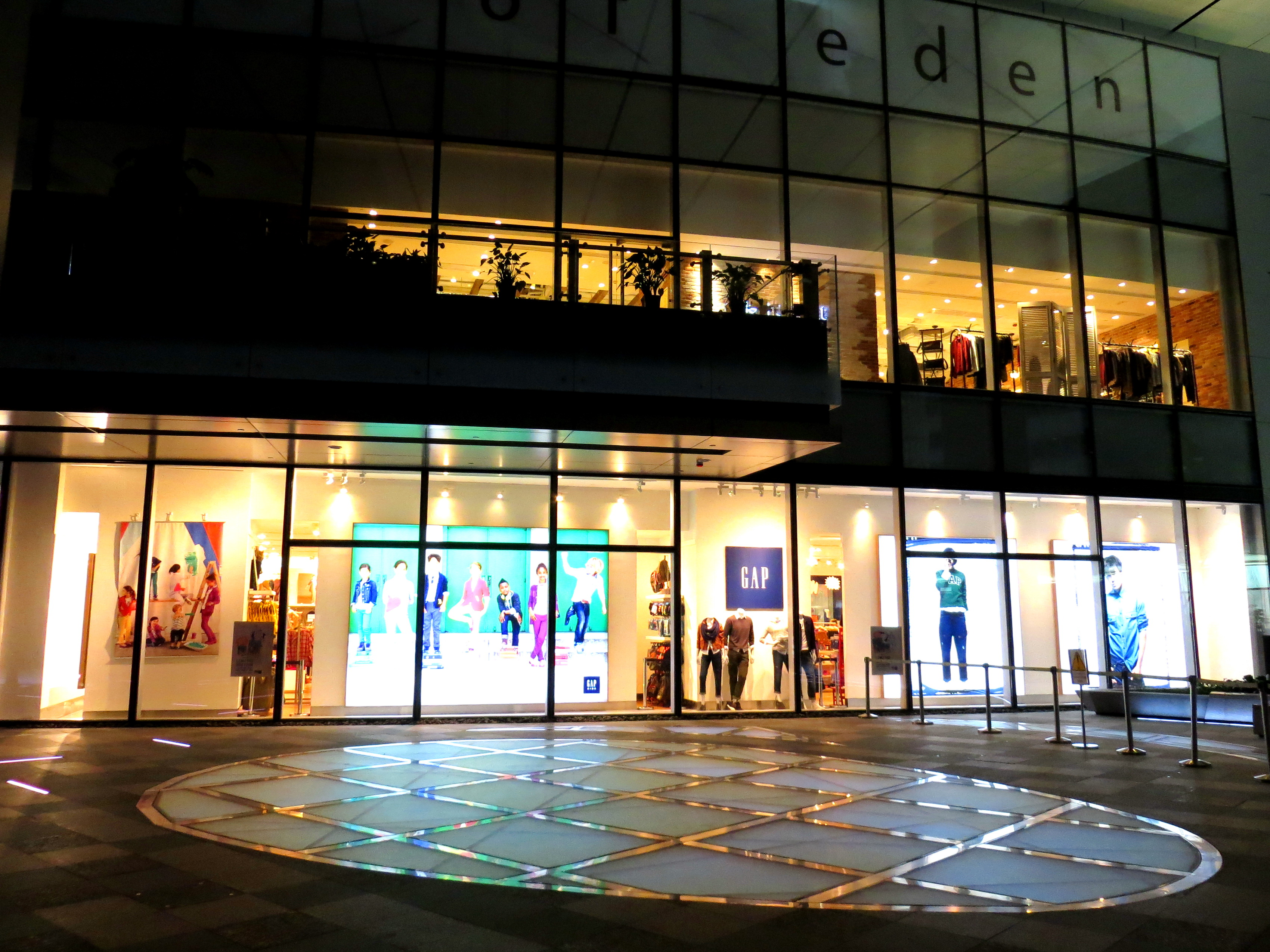
空中花園的GAP Kids及collect point窗櫥（已經結業）

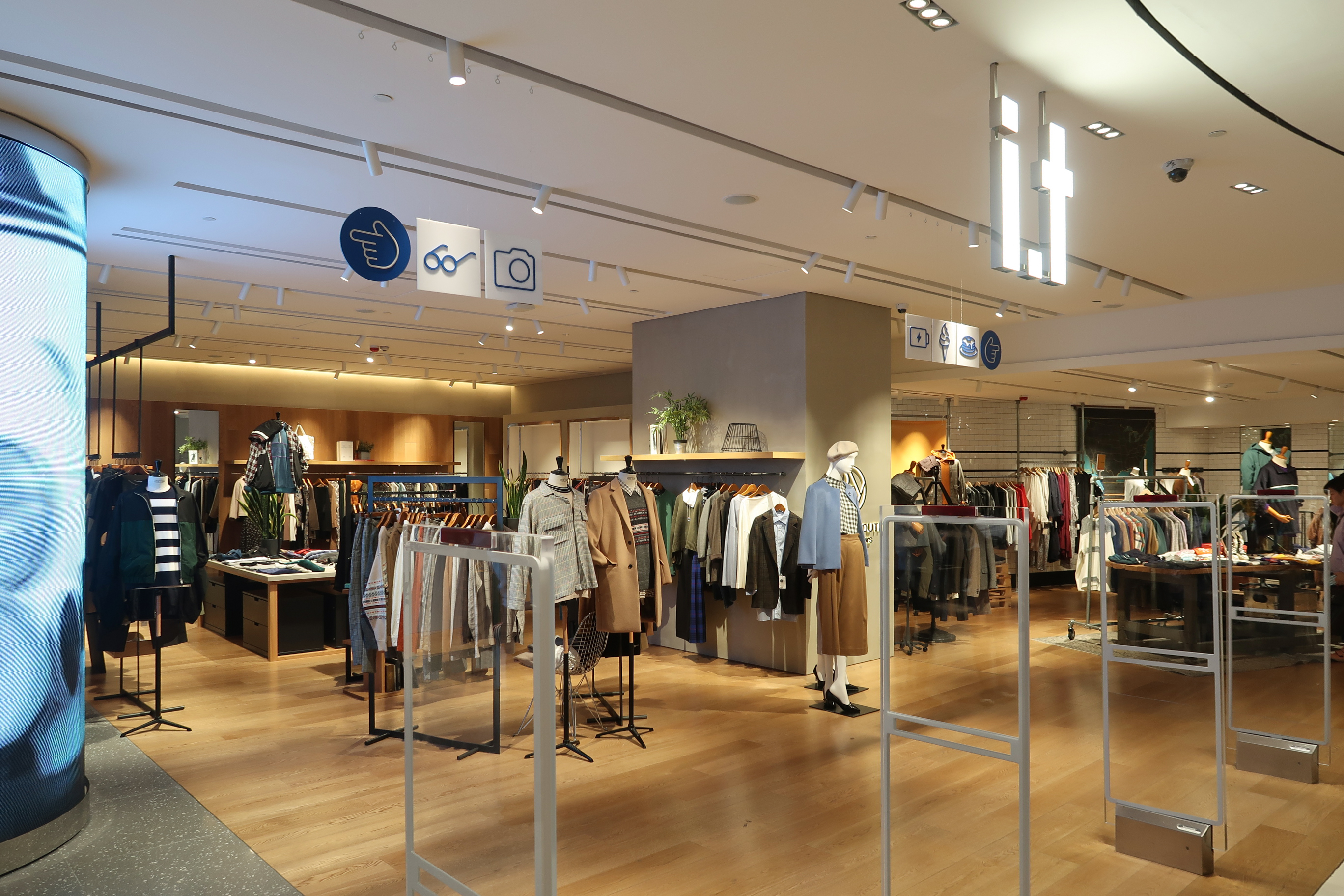
6樓i.t blue block

- DOUBLE STANDARD CLOTHING
- Rione Duras
- deicy
- snidel
- TRUEBLUE
- C.P.U
- trippen
- AIGLE
- i.t.旗下的:chocoolate、double-park、Venilla Suite、i.t blue block
- Vivienne Tam
- GU

### 文化

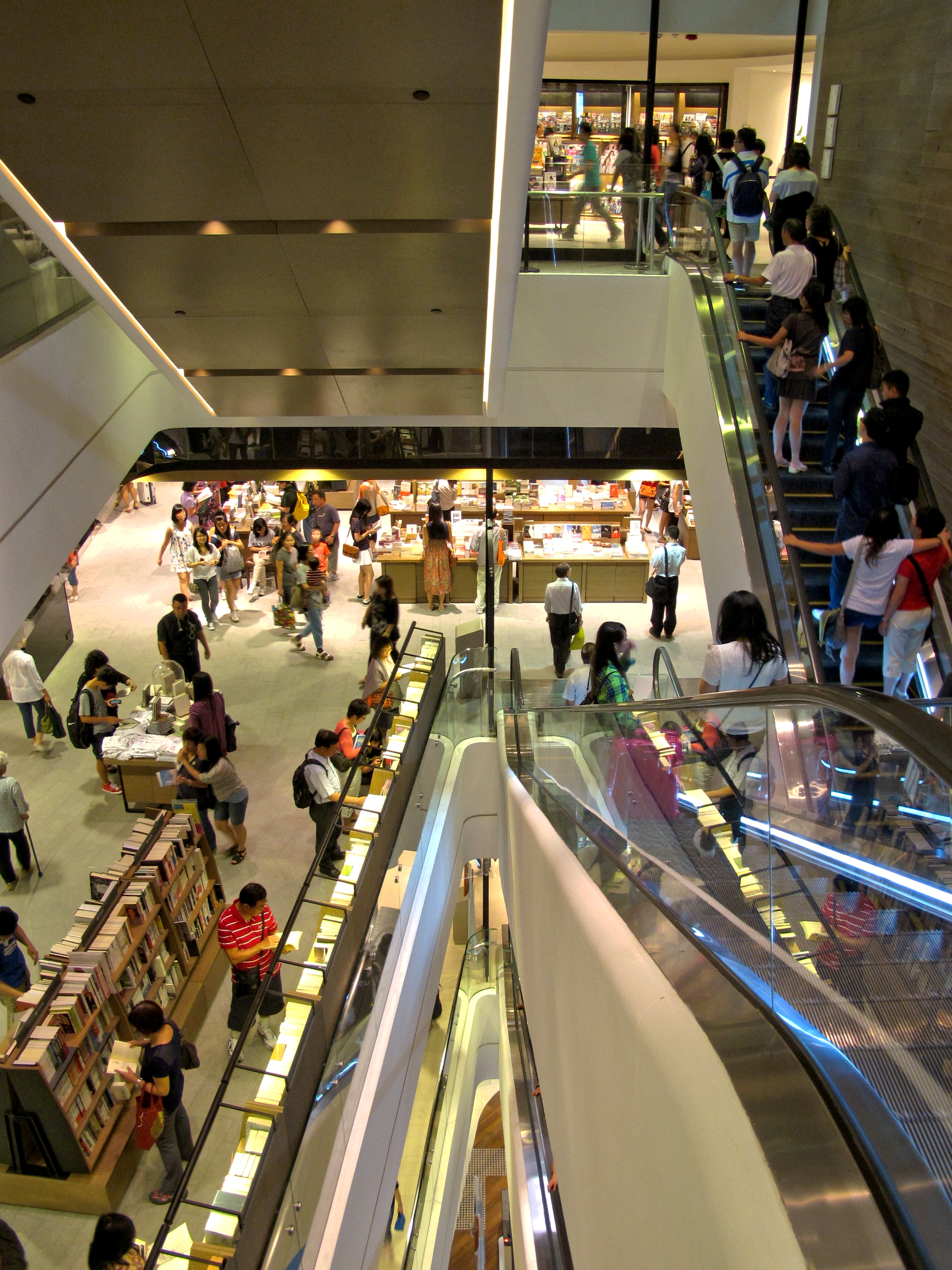
香港誠品書店以商場扶手電梯及升降機互通

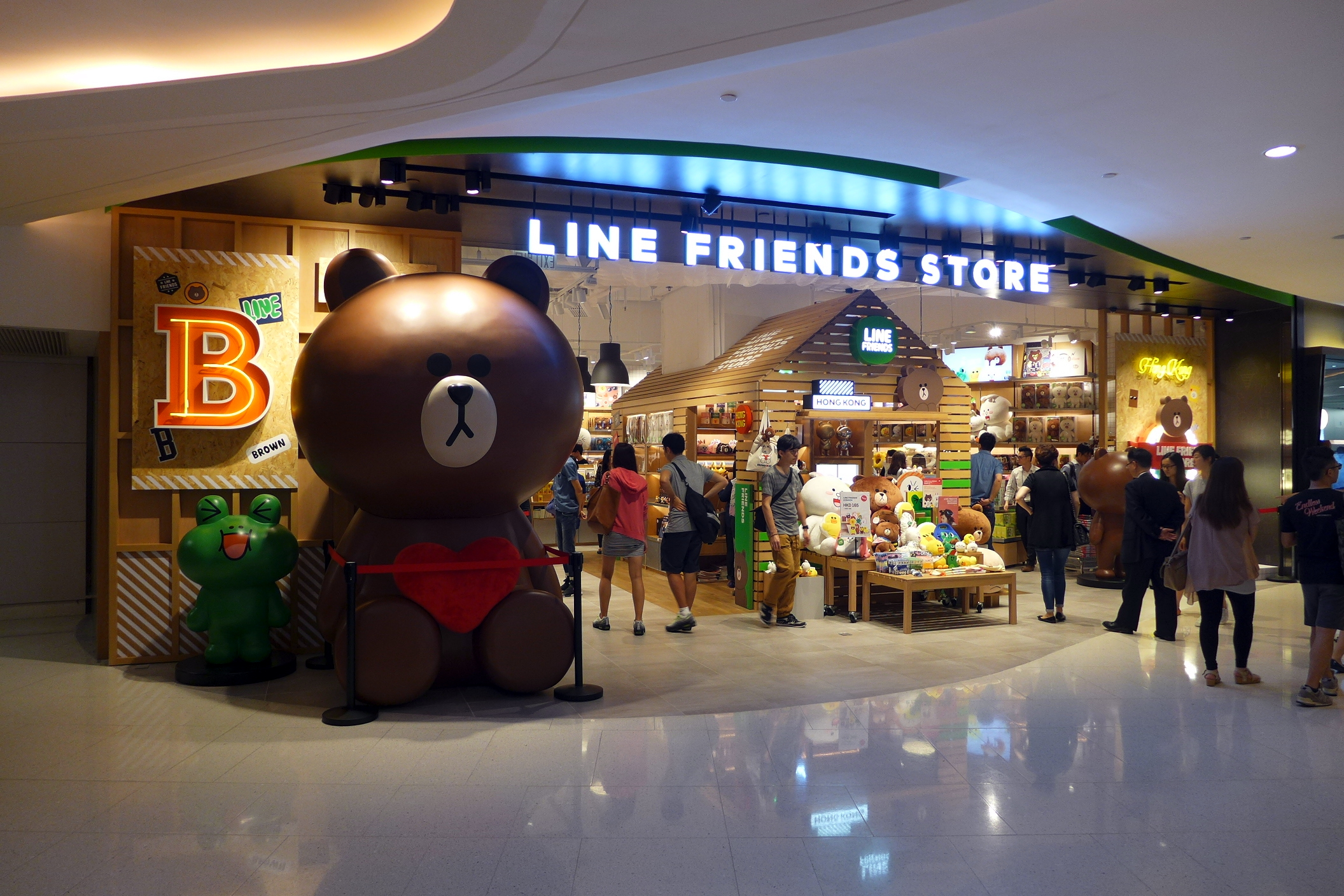
於2015年9月3日開業的LINE Friends Store（已結業）

- 誠品書店佔地4.1萬呎（共3樓層）[32]三層都以商場扶手電梯及升降機互通。

### 餐飲
- 湊湊火鍋·茶憩
- 何洪記
- 走杯
- 牛気
- 名館
- 姚姚酸菜魚
- 百芳池上便當
- 千両
- 一風堂
- 道頓堀御好燒專門店
- 名代宇奈備長炭燒鰻魚飯專門店
- LIFETASTIC
- 譚仔三哥米線
- 太平洋咖啡
- CoCo壹番屋
- 京林屋
- 一芳台灣水果茶
- 春水堂
- 吃茶三千
- 花甲年華
- 摩斯漢堡
- Home‧焙小日子
- Pizza Maru
- How To Live Well
- Ehonia
- N.O.T. Specialty Coffee
- Smile Yogurt & Dessert Bar
- Cadillac Bar & Grill
- Chatuchak
- Soul Food Truck
- HABITŪ table
- Kitchen 11 美食廣場

（包括Triple O's by White Spot、胡椒廚房、北海道牧場牛奶餐廳、Shiok!等）

### 其他
- LINE Friends Store（已結業）
- Brickstime 一樂屋
- Miss Julie

## 走光黑點
據報，廣場內多達18處走光黑點，多位於樓層的欄河和扶手電梯兩旁位置，由於採用透明玻璃設計，下層遊人只要稍微抬頭，很容易便見到女士們的裙底春光。

## 交通

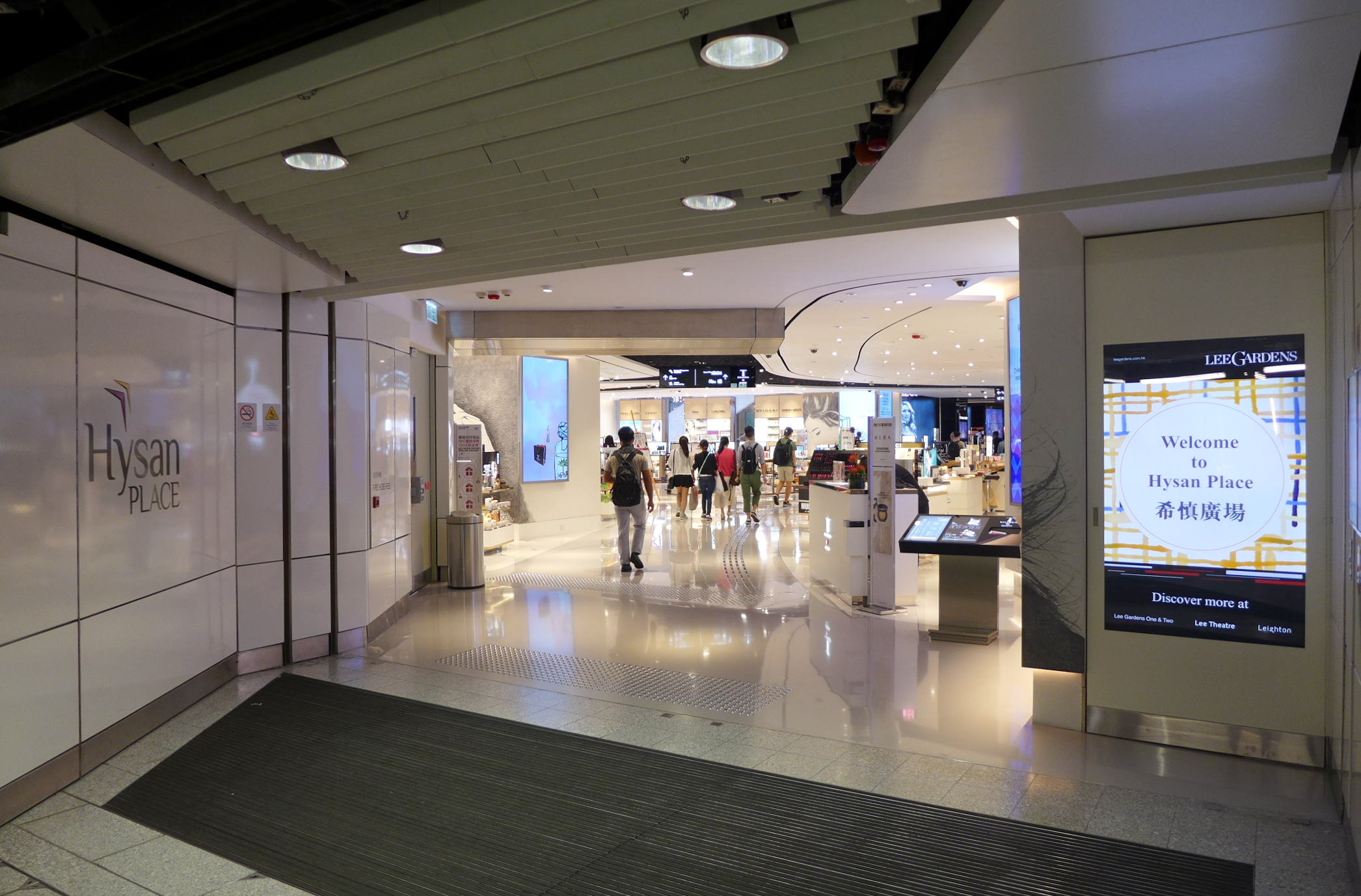
商場B1層直達港鐵銅鑼灣站F2出口

## 泊車
商場開幕初期不設時租車位，駕駛者需把車輛泊在希慎興業旗下的利園一、二期或禮頓中心內的停車場。時租車位現以開放使用。顧客在商場消費滿指定金額，可享有最多三小時泊車優惠。

## 施工相片

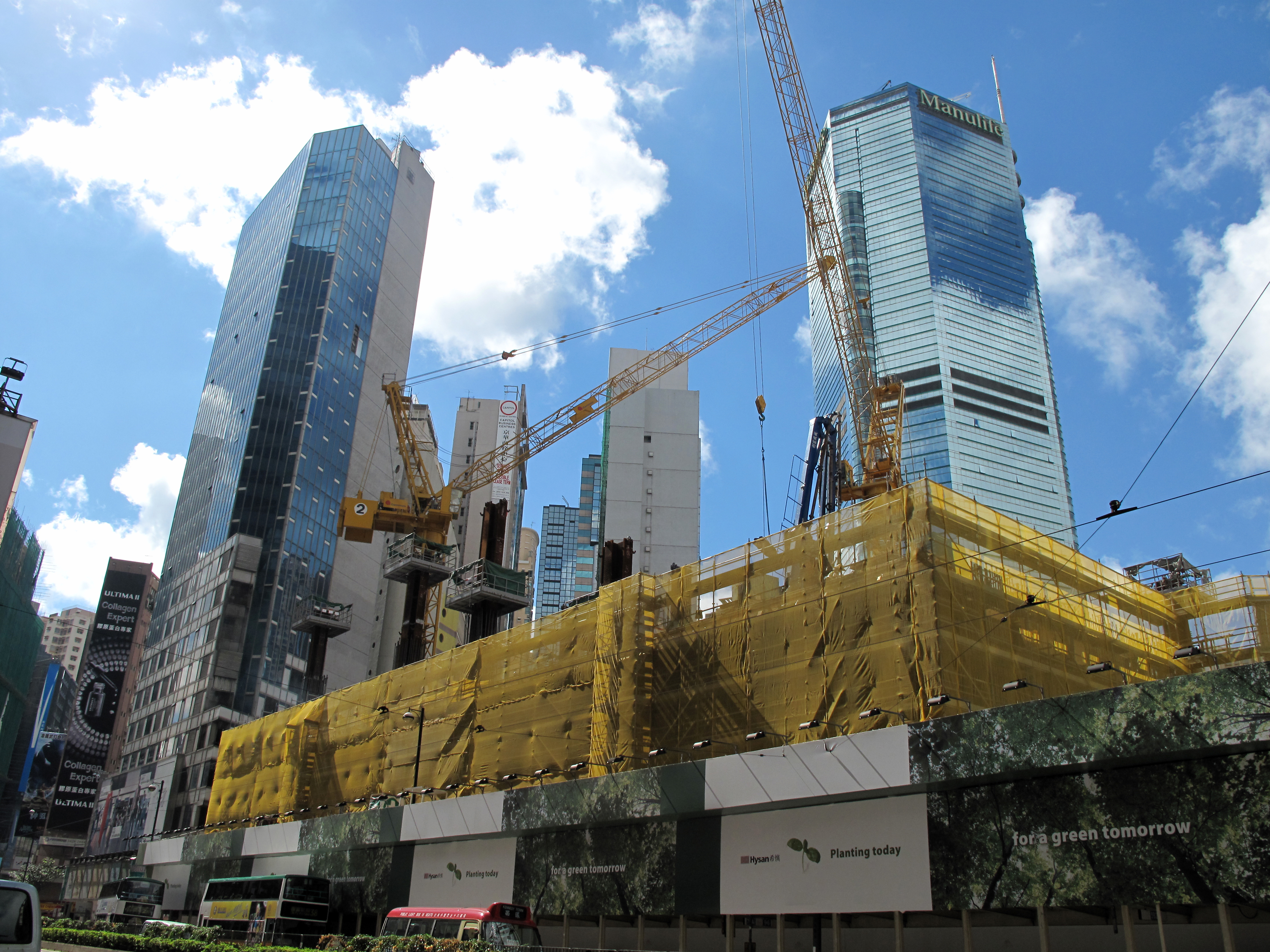
2010年7月
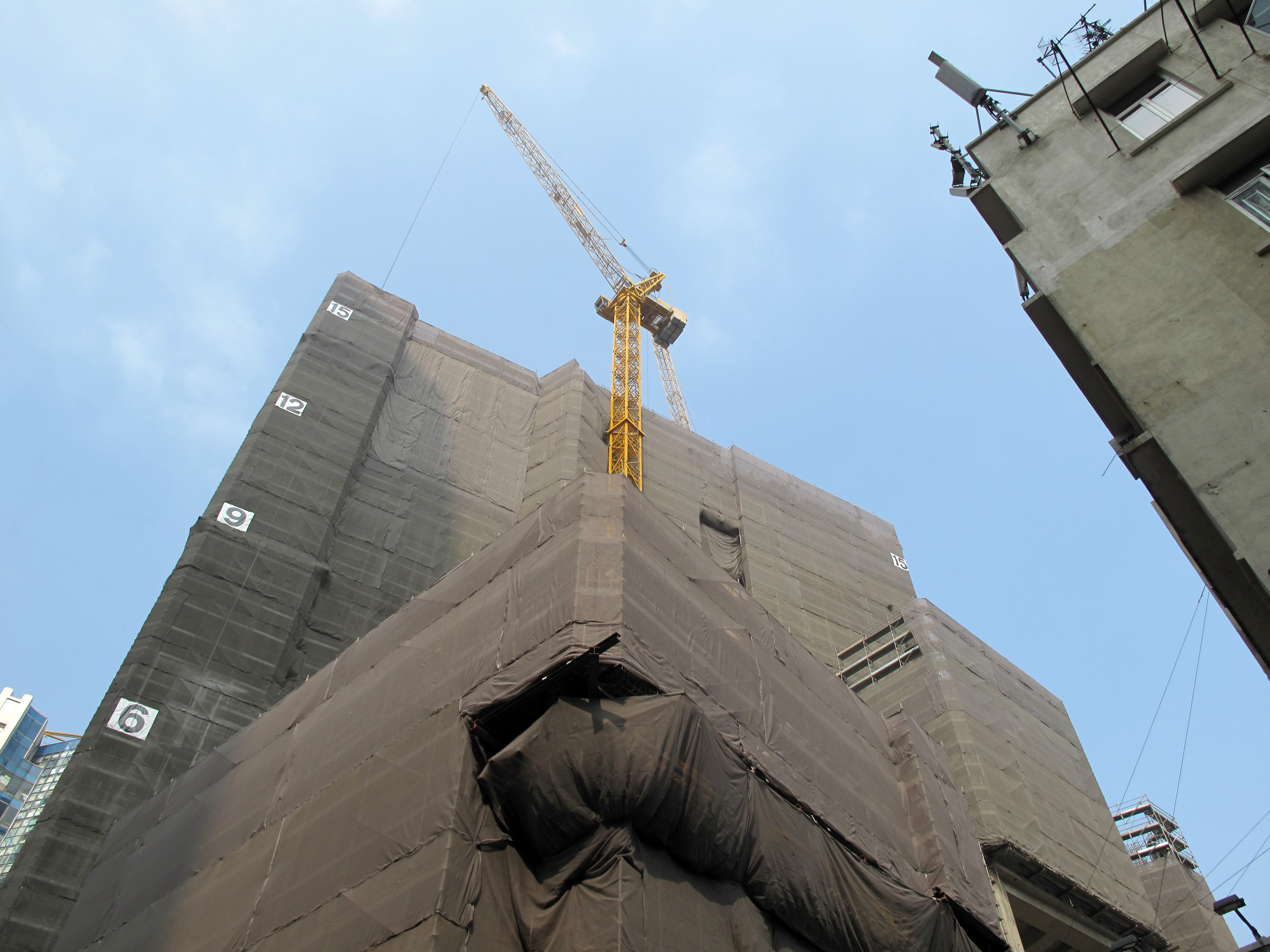
2010年12月
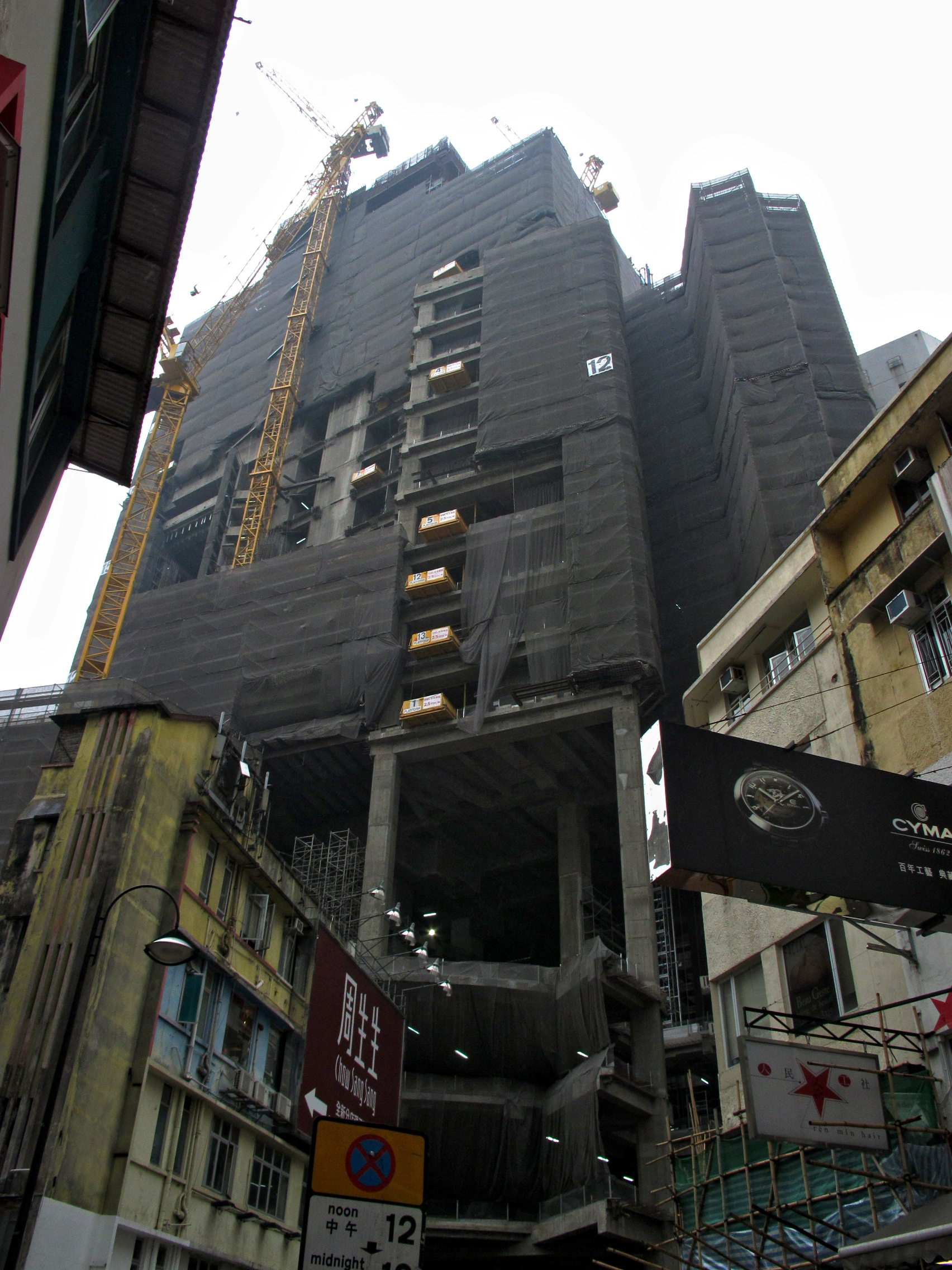
2011年4月
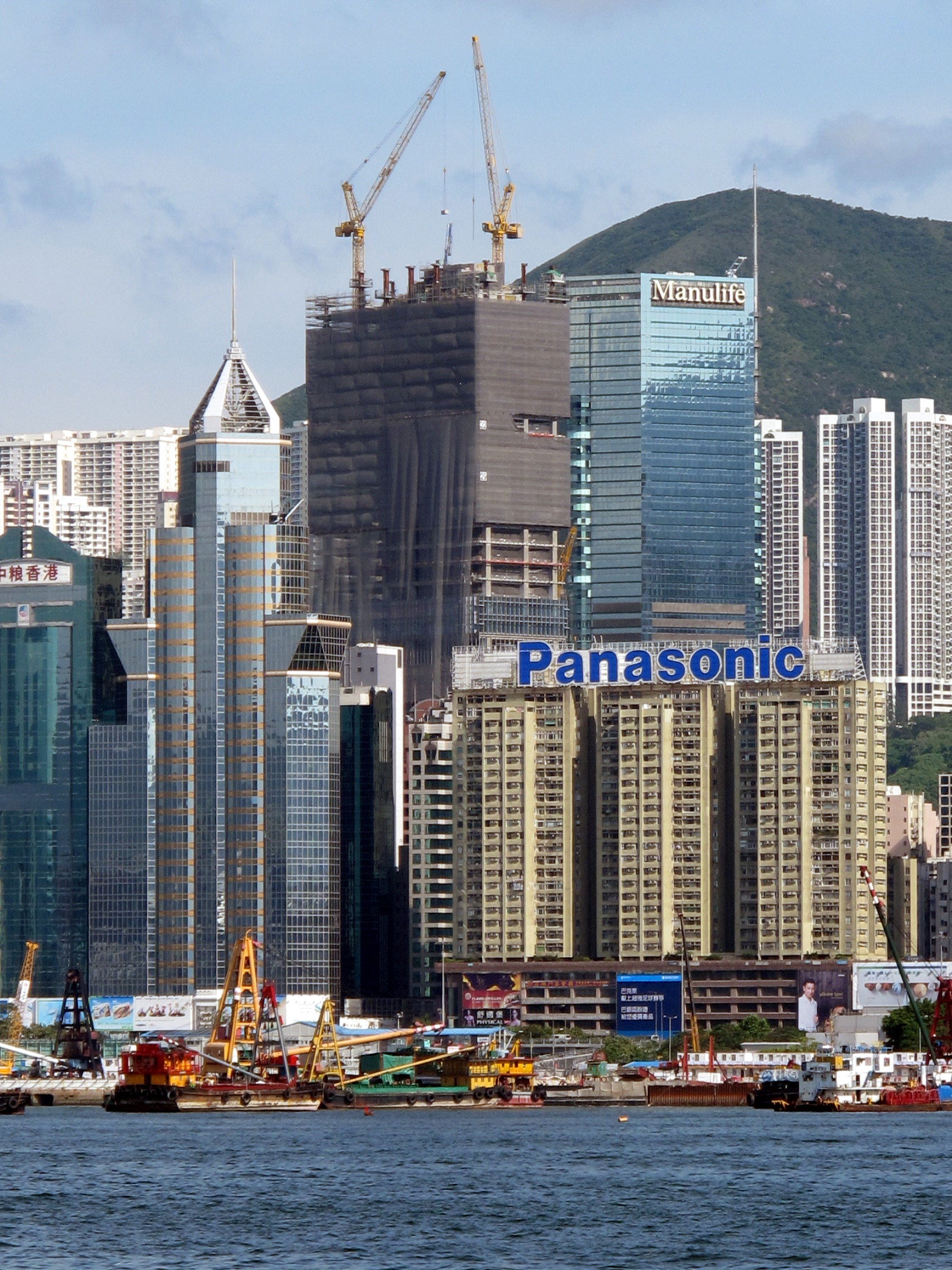
2011年8月
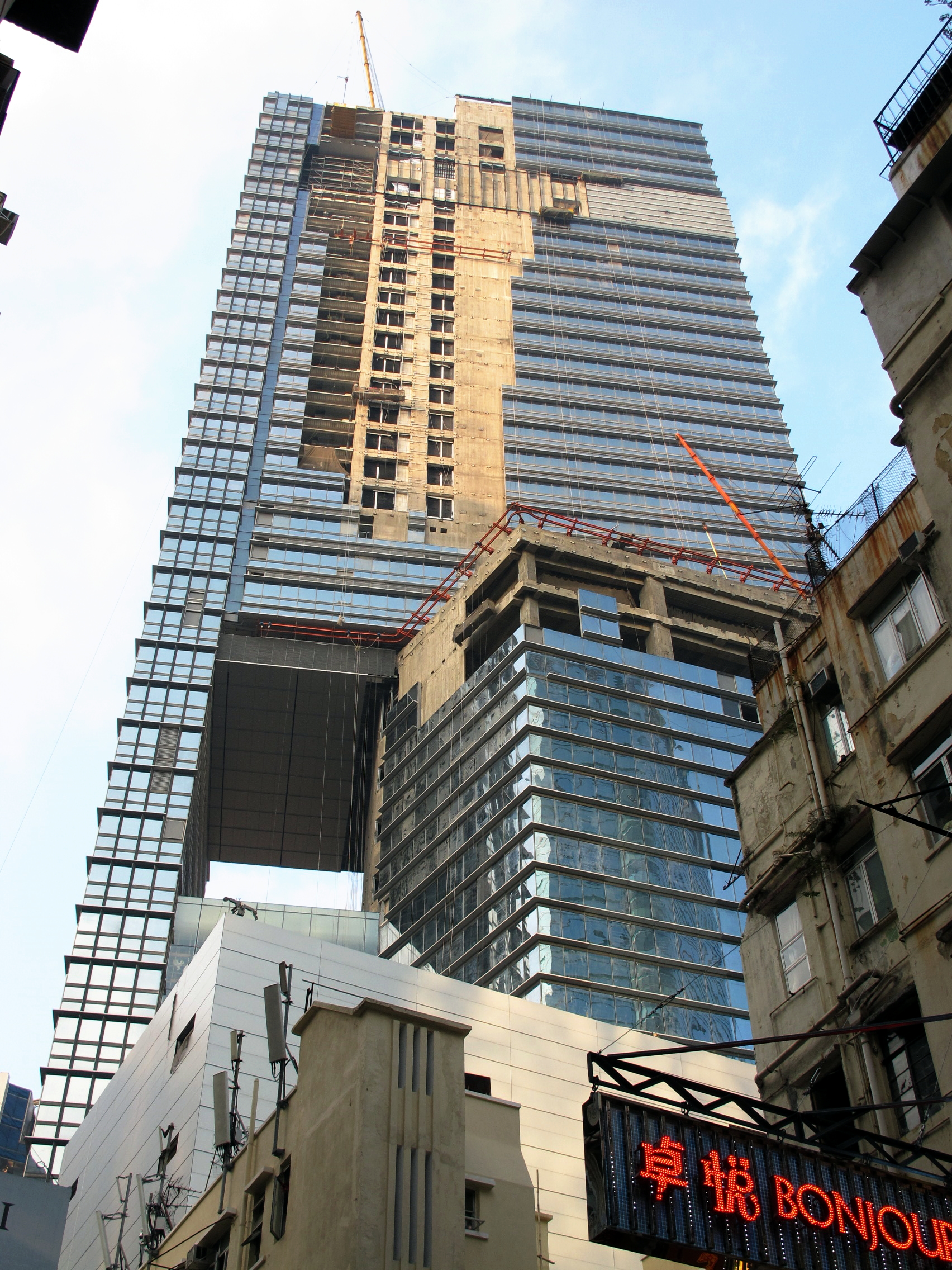
2011年12月
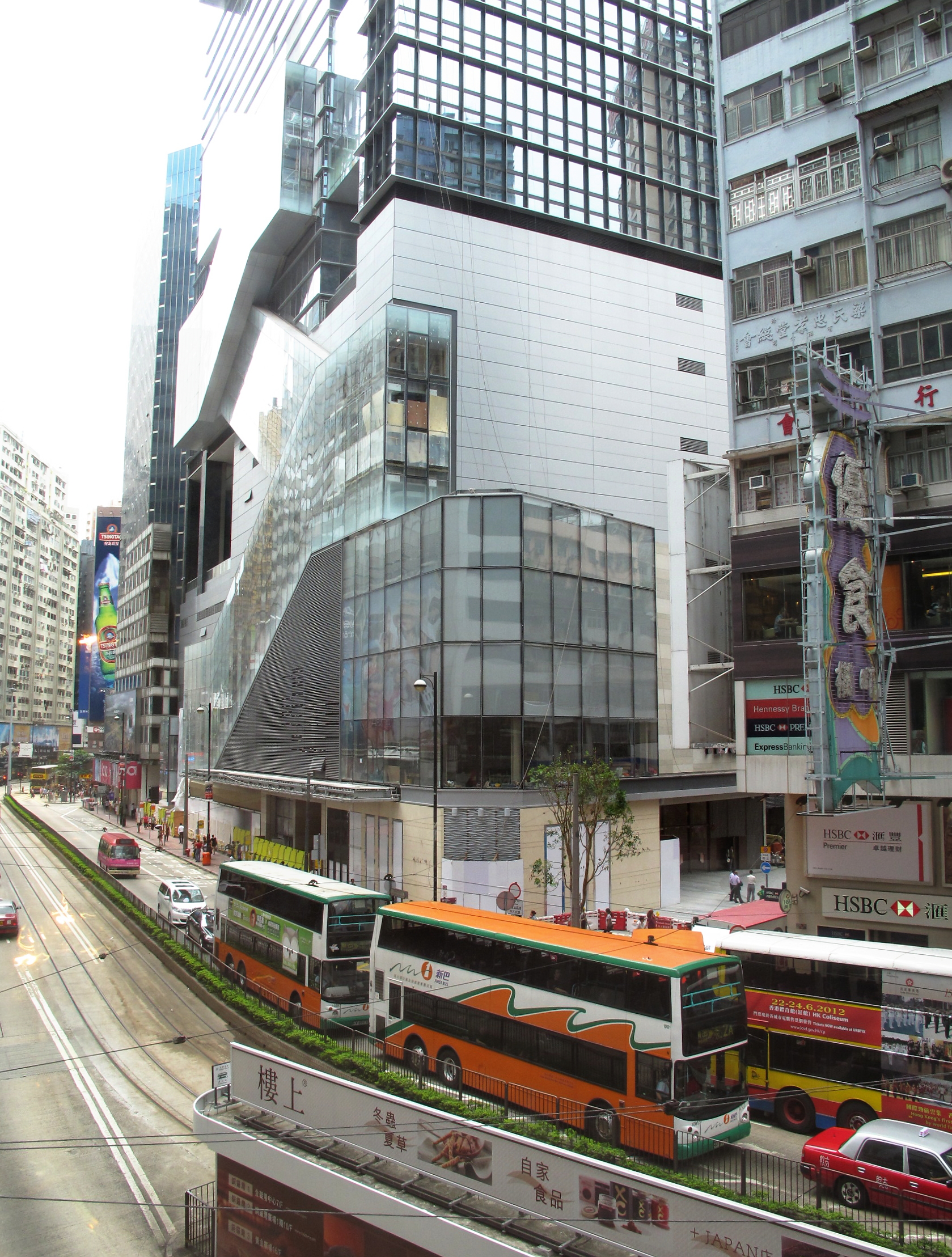
2012年6月

## 鄰近
- 啟超道
- 軒尼詩道
- 恩平道
- 渣甸坊
- 利園山道
- 銅鑼灣廣場
- 東角中心
- 利園二期

## 外部連結
- 利園商場網頁 （页面存档备份，存于）
- 利園辦公室網頁 （页面存档备份，存于）
- 利園Facebook專頁 （页面存档备份，存于）
- 利園Instagram專頁 （页面存档备份，存于）
- Jasons Food & Living
- 阿原肥皂 （页面存档备份，存于）
- 誠品書店 （页面存档备份，存于）
- Access wine 葡萄酒用品專門店 （页面存档备份，存于）

22°16′48″N 114°11′01″E / 22.2799°N 114.1836°E
1. ↑  每組4、5號雙層升降機不停有*的樓層